# Carolina-Wolfspinne
Die Carolina-Wolfspinne (Hogna carolinensis) ist eine Spinne und die größte in Nordamerika vorkommende Art aus der Familie der Wolfspinnen (Lycosidae). Sie ist entgegen ihrem Trivialnamen weit über North und South Carolina großflächig in den Vereinigten Staaten und darüber hinaus auch in der kanadischen Provinz Ontario sowie dem mexikanischen Bundesstaat Baja California verbreitet. Dort bewohnt die Spinne eine Vielzahl an offenen Habitaten (Lebensräumen).
Bei der Carolina-Wolfspinne handelt es sich wie bei vielen Wolfspinnen der Gattung Hogna um eine nachtaktive Art, die zu jenen Vertretern der Gattung zählt, die eine Wohnröhre graben und diese mit einem Wohngespinst sowie der umliegenden Vegetation auskleiden. Wie viele Wolfspinnen jagt auch die Carolina-Wolfspinne ohne ein Spinnennetz, sondern als freilaufender Lauerjäger. Dabei erlegt die Art entweder bei ihrer Wohnröhre oder davon entfernt als opportunistischer Jäger andere Gliederfüßer oder kleinere Wirbeltiere. Der Paarung geht ein Balzverhalten voraus; das Weibchen trägt wie für Wolfspinnen üblich sowohl den Eikokon als auch die daraus schlüpfenden Jungtiere mit sich, ehe diese sich von dem Muttertier trennen und selbstständig über mehrere Fresshäute (Häutungsstadien) heranwachsen.
Bisse der Carolina-Wolfspinne beim Menschen sind dokumentiert. Der Biss gilt zwar als schmerzhaft, ruft jedoch im Normalfall keine medizinisch relevanten Symptome hervor. Außerdem sind im Gift der Art antimikrobielle Substanzen enthalten, eine für Spinnen ungewöhnliche Eigenschaft. Die Carolina-Wolfspinne ist überdies die Staatsspinne des US-Bundesstaats South Carolina und somit neben der Art Phidippus audax aus der Familie der Springspinnen (Salticidae) die derzeit einzige Spinne, die als ein Staatssymbol innerhalb der Vereinigten Staaten gilt.

## Merkmale

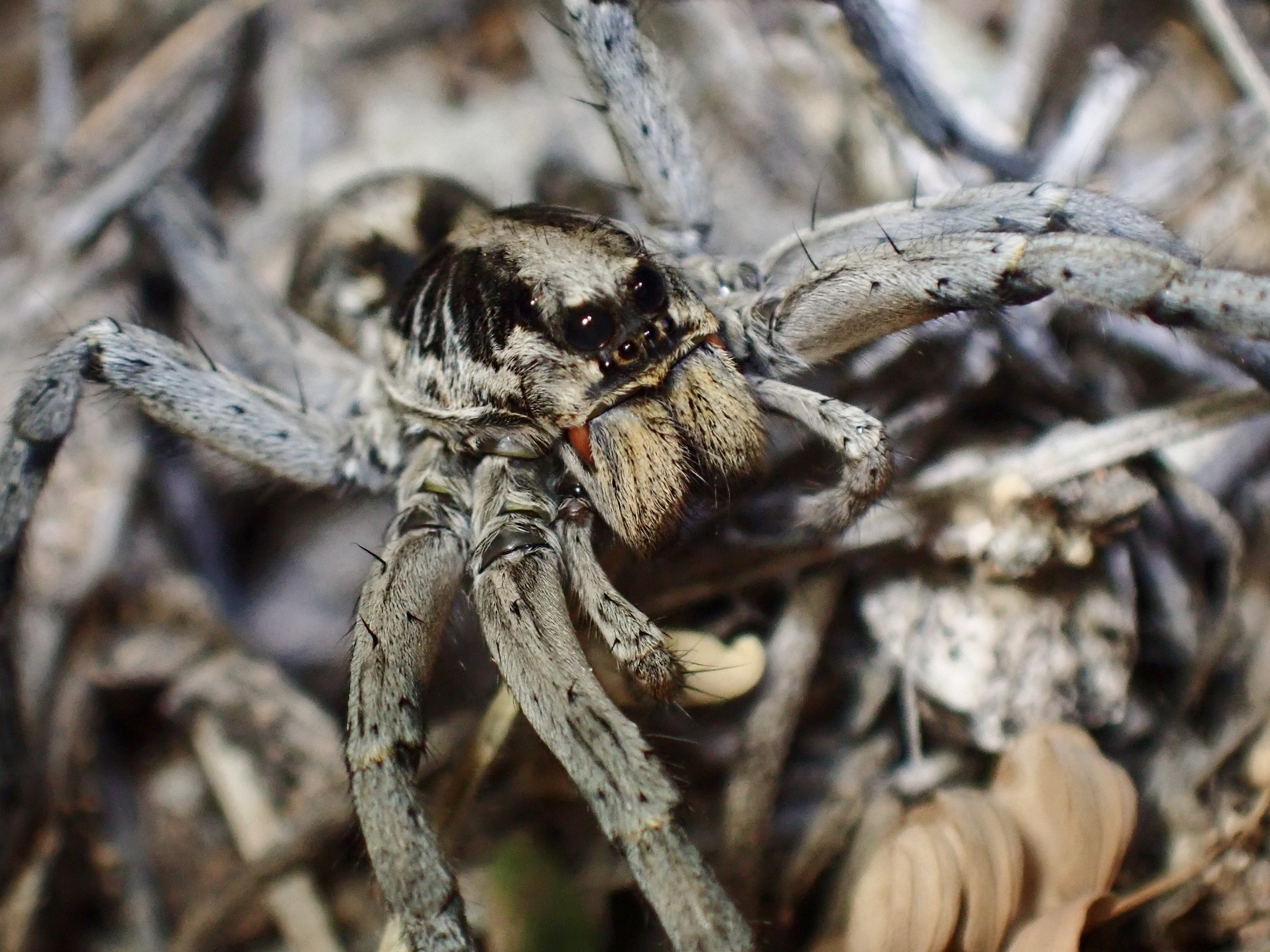
Kopfpartie eines Weibchens

Das Weibchen der Carolina-Wolfspinne erreicht eine Körperlänge von 22 bis 35 und das Männchen eine von 18 bis 20 Millimetern. Damit handelt es sich um einen größeren Vertreter der Wolfspinnen (Lycosidae) und überdies um den größten Vertreter dieser Familie, der in Nordamerika vorkommt. Der grundsätzliche Körperbau der Spinne entspricht dem anderer der Gattung Hogna.
Der Carapax (Rückenschild des Prosomas bzw. Vorderkörpers) maß bei drei 1990 von Charles D. Dondale und James H. Redner und im Nordosten der Vereinigten Staaten vermessenen Weibchen, die eine Körperlänge von 20,32 bis zu 30 Millimetern aufwiesen, eine Länge von 10 bis 12,32 und eine Breite von 7,68 bis zu 9,89 Millimetern. Bei einem zur gleichen Zeit von Dondale und Redner untersuchten Männchen mit einer Körperlänge von 19 Millimetern war dessen Carapax 9,99 Millimeter lang und 6,94 Millimeter breit. Fred Punzo maß 2003 bei in der Chihuahua-Wüste gefundenen Weibchen eine Länge des Carapax von 9,9 bis 15,4 und durchschnittlich 13,4 ± 0,18 Millimetern sowie eine Breite von 5,1 bis 7,4 und im Durchschnitt 6,7 ± 0,11 Millimetern. Bei Männchen beliefen sich Punzos Ergebnisse diesbezüglich auf 9,1 bis zu 13,1 mm und durchschnittlich 11,2 ± 0,11 bzw. 4,9 bis zu 6,7 mm sowie im Durchschnitt 5,5 ± 0,08 mm. Der Carapax der Carolina-Wolfspine ist dunkelrotbraun oder bräunlich orange gefärbt und besitzt einen dunkleren Radiärstreifen. Daneben weist er schwach entwickelte medianene (mittlere) und submarginale (vor dem Rand gelegene) Bänder auf. Das breitere Medianband reicht für gewöhnlich nicht über die posterior (hinten) medianen Augen hinaus. Die Augenpartie erscheint schwarz, Gleiches trifft auf die Cheliceren (Kieferklauen) zu. Letztere sind außerdem häufig mit hellorangen oder gelben Setae (chitinisierten Haaren) bedeckt. Das Sternum (Brustschild des Prosomas) ist meistens schwarz, manchmal jedoch dunkelrötlich gefärbt.
Die Beine erscheinen überwiegend dunkelrotorange, sind distal (von der Körpermitte entfernt) jedoch dunkler. Die Coxae (Hüftglieder) sind ventral (unten) schwärzlich. Die Enden der Femora (Schenkel) sowie die Basisbereiche und Enden der Tibien (Schienen) vom dritten und vierten Beinpaar haben eine schwarze Farbgebung. Das Opisthosoma (Hinterleib) hat eine gräuliche Färbung und ein breites undeutlich ausgeprägtes Herzmal. Ventral ist das Opisthosoma gräulich gefärbt. Diese Fläche kann jedoch auch eine schwarze Farbgebung besitzen.

Ansichten von Weibchen
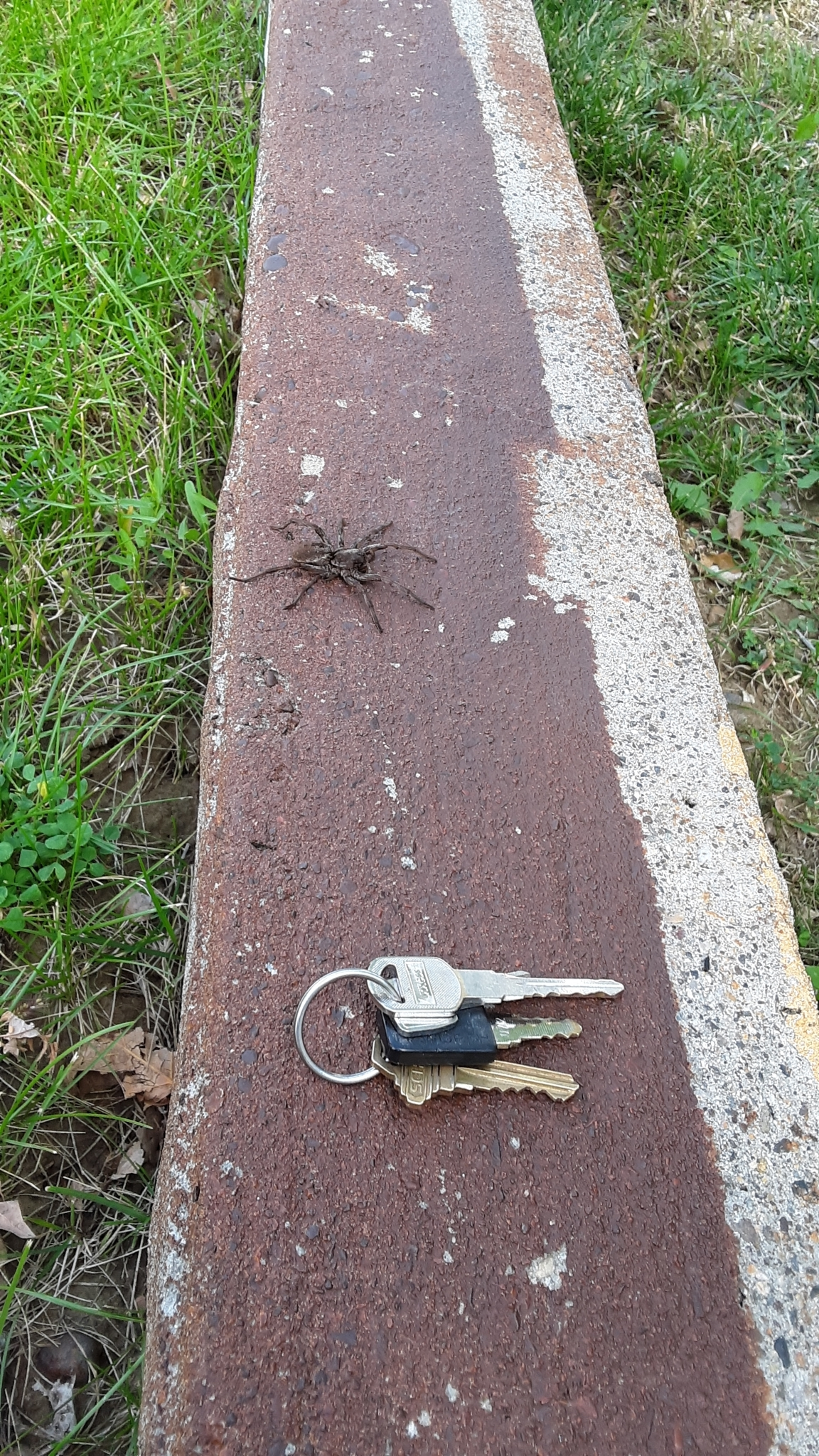
Größenvergleich
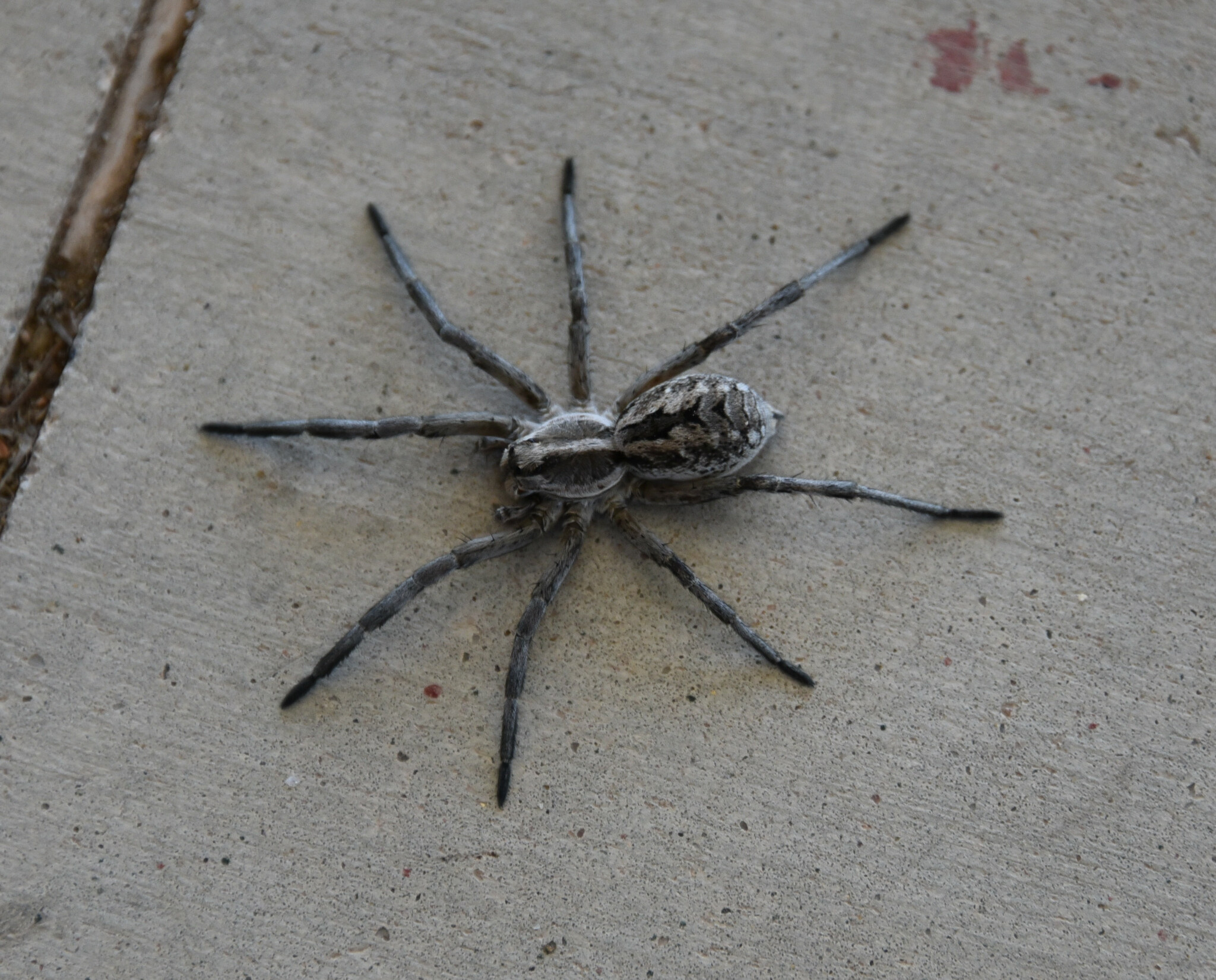
Dorsalansicht
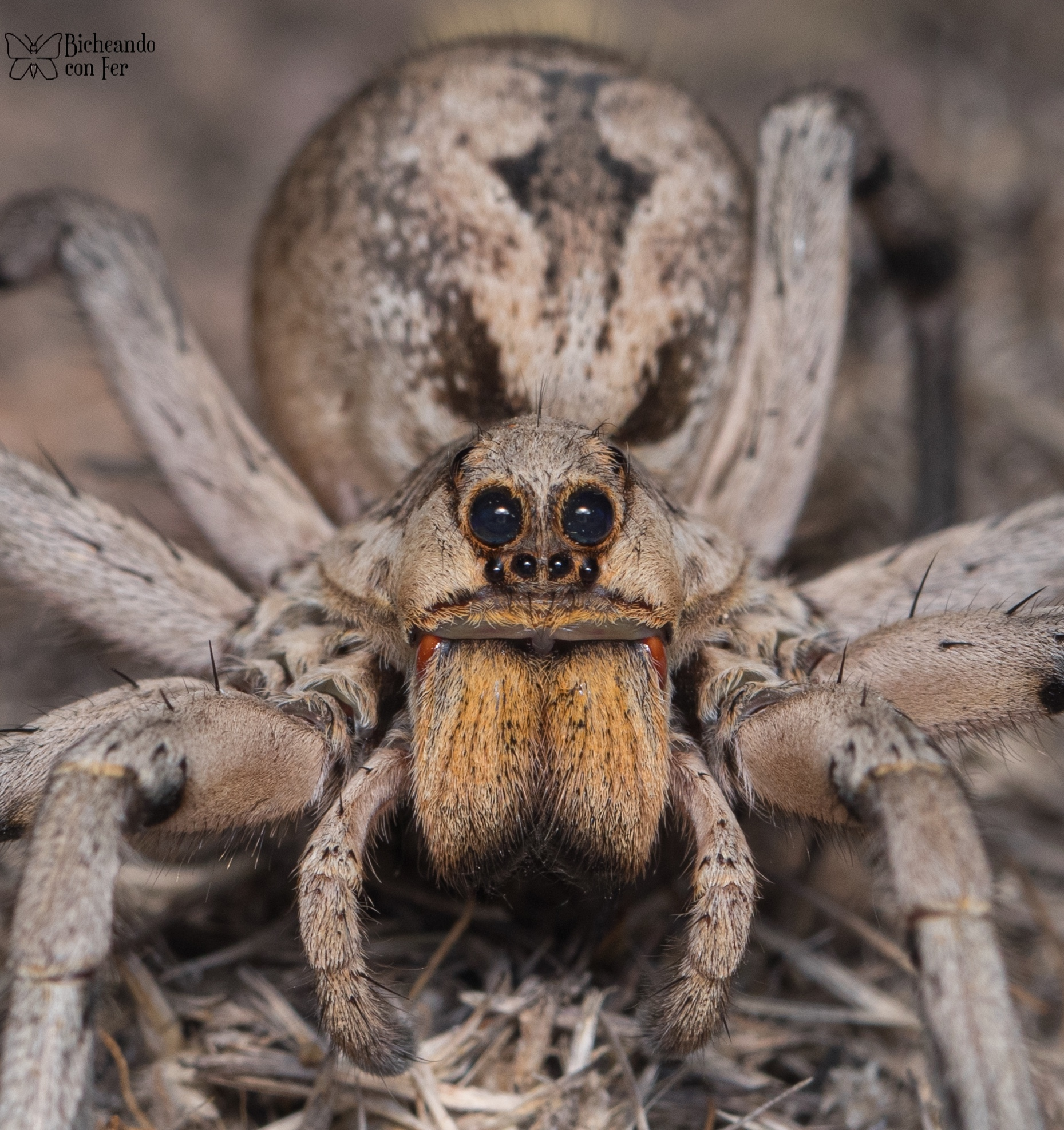
Frontalansicht
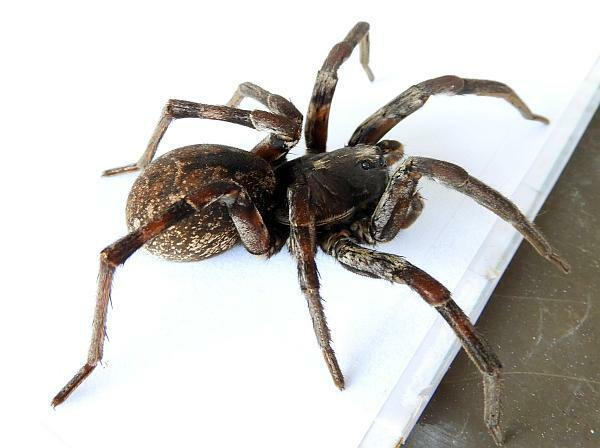
Lateralansicht
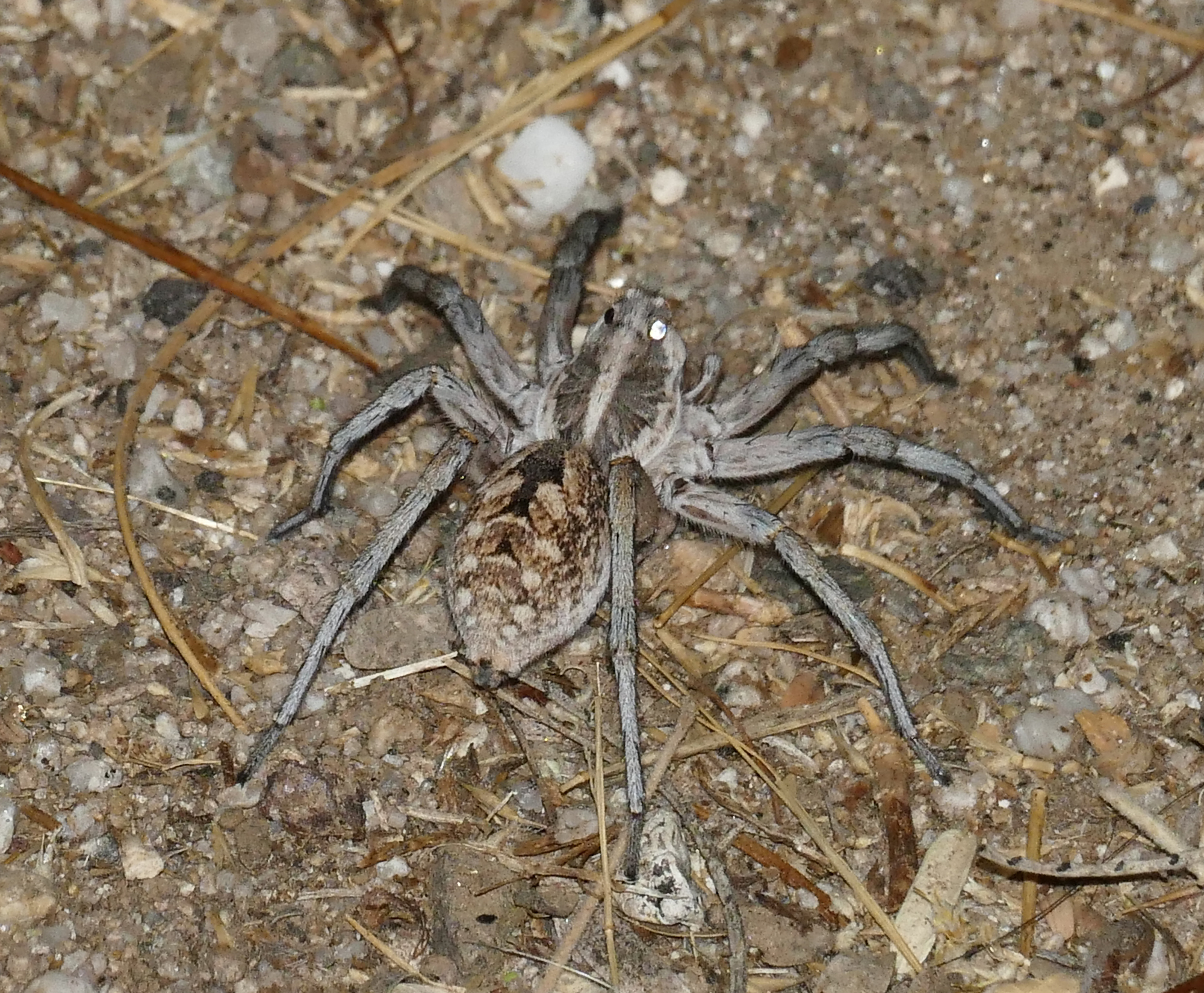
Rückansicht

### Sexualdimorphismus

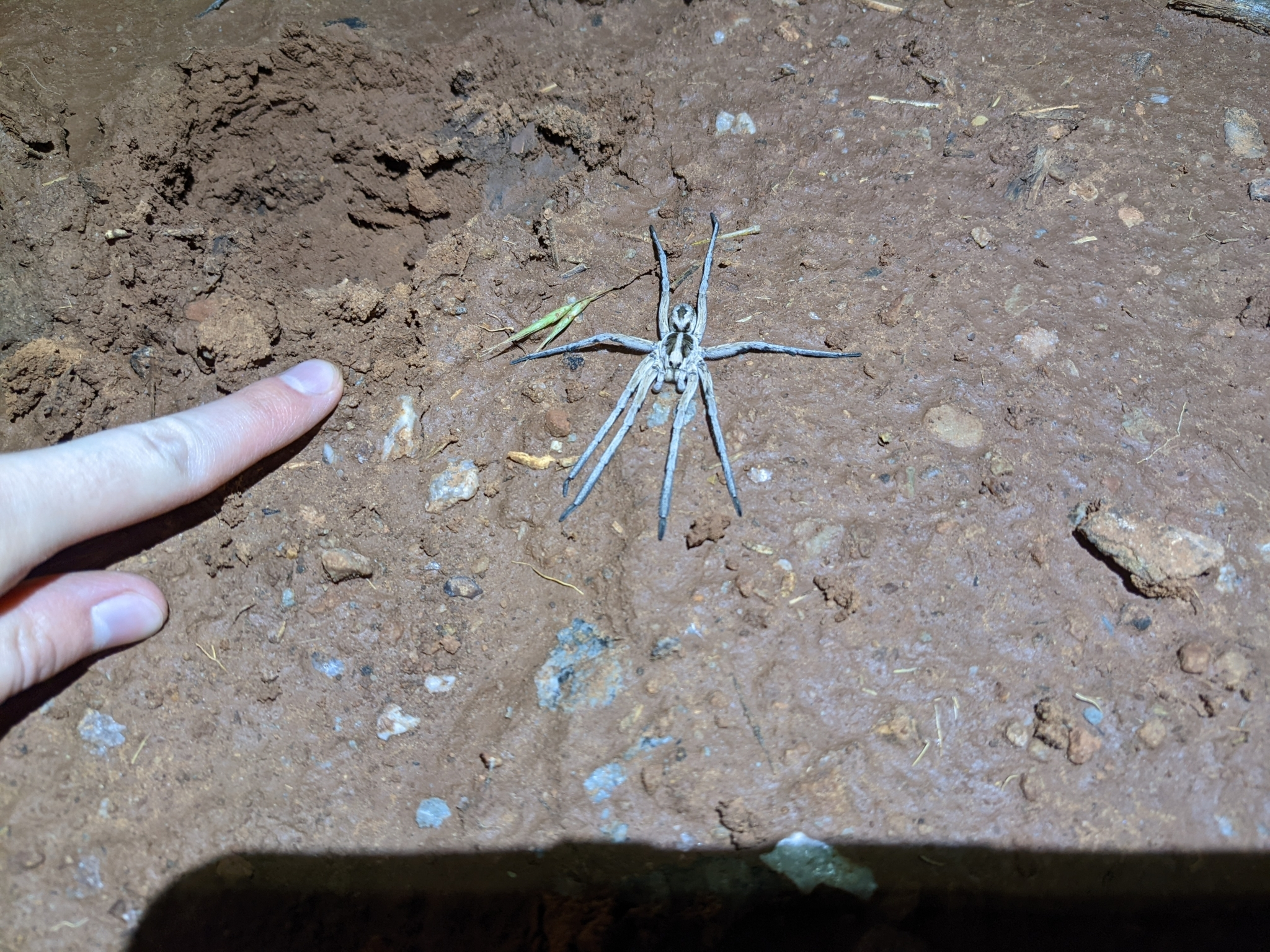
Männchen im Größenvergleich

Der Sexualdimorphismus (Unterschied der Geschlechter) ist bei der Carolina-Wolfspinne verglichen mit anderen Spinnen gering ausgeprägt und beide Geschlechter lassen sich nur anhand weniger Merkmale, etwa der verschieden ausfallenden maximalen Körperlänge, unterscheiden. Daneben gibt es auch einige farbliche Unterschiede: So sind beim Weibchen dunkle Punktierungen ventral im Endbereich der Femora vorhanden. Beim Männchen befinden sich dafür schwarze Flächen im ventralen Endbereich der Coxae, der Tibien und der Patellae (Glieder zwischen Femora und Tibien) sowie den gesamten Ventralflächen der Tarsen (Fußglieder) und Metatarsen (Fersenglieder).

Ansichten von Männchen
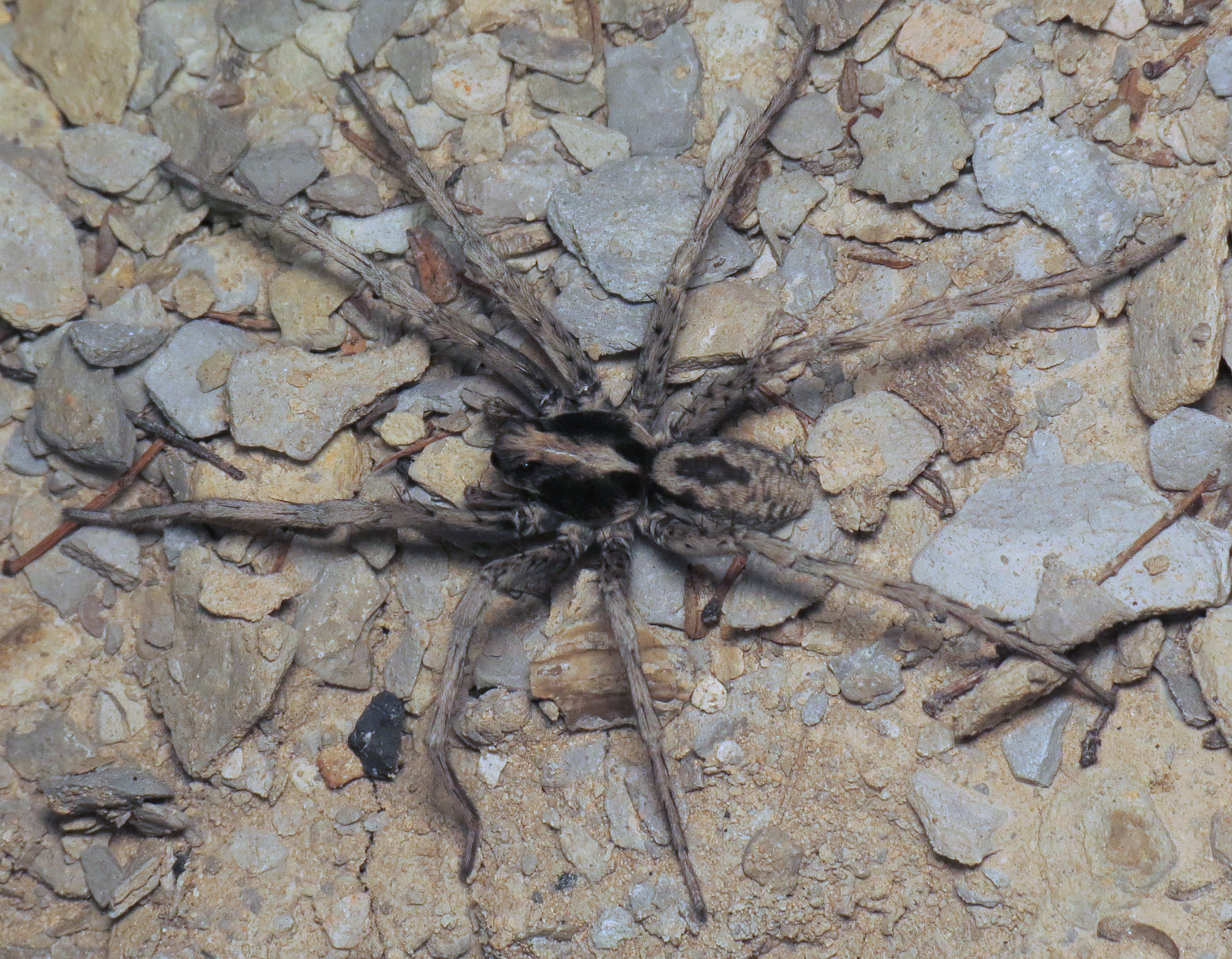
Dorsalansicht
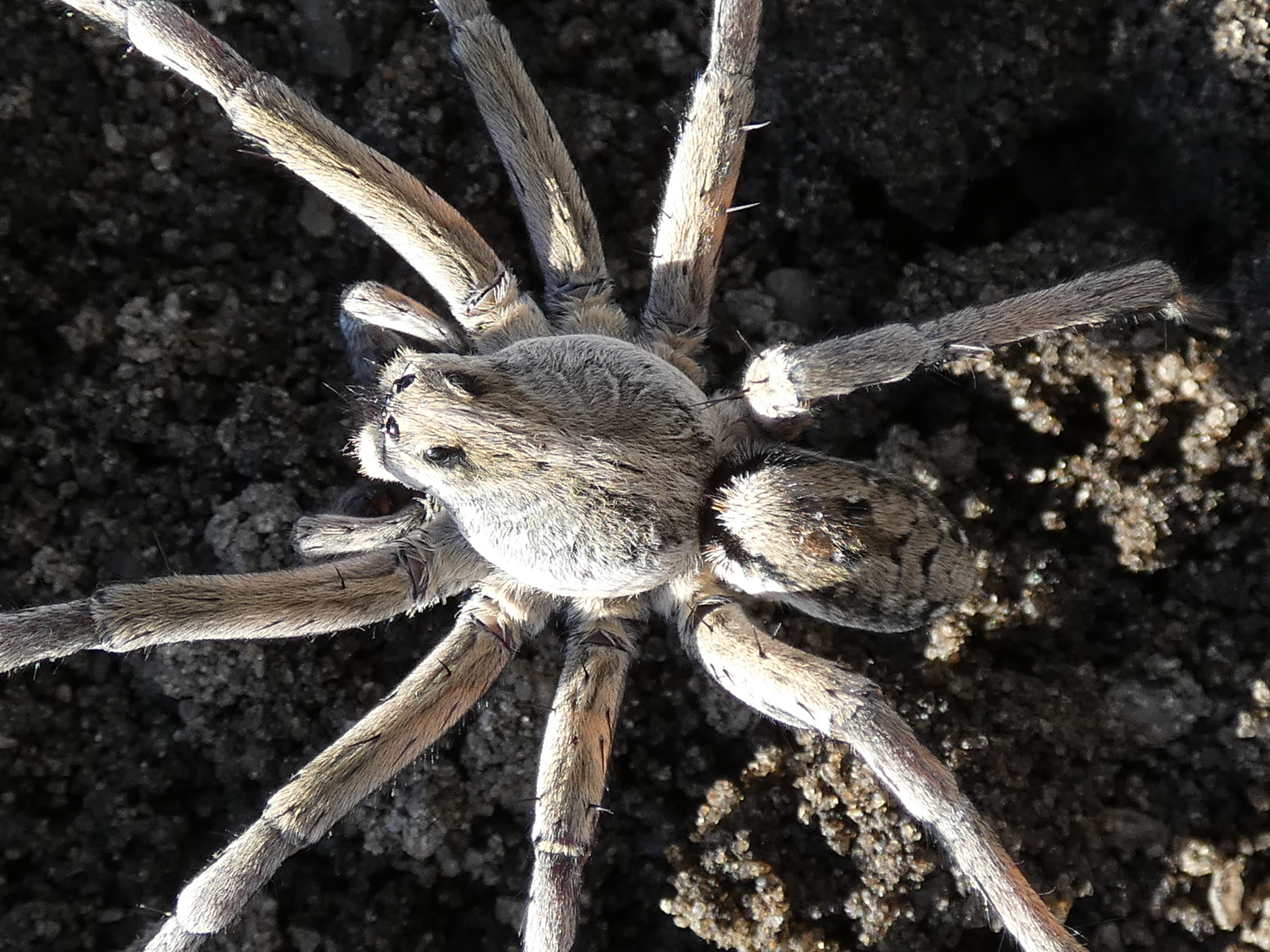
Dorsale Detailansicht eines Männchens mit Beute
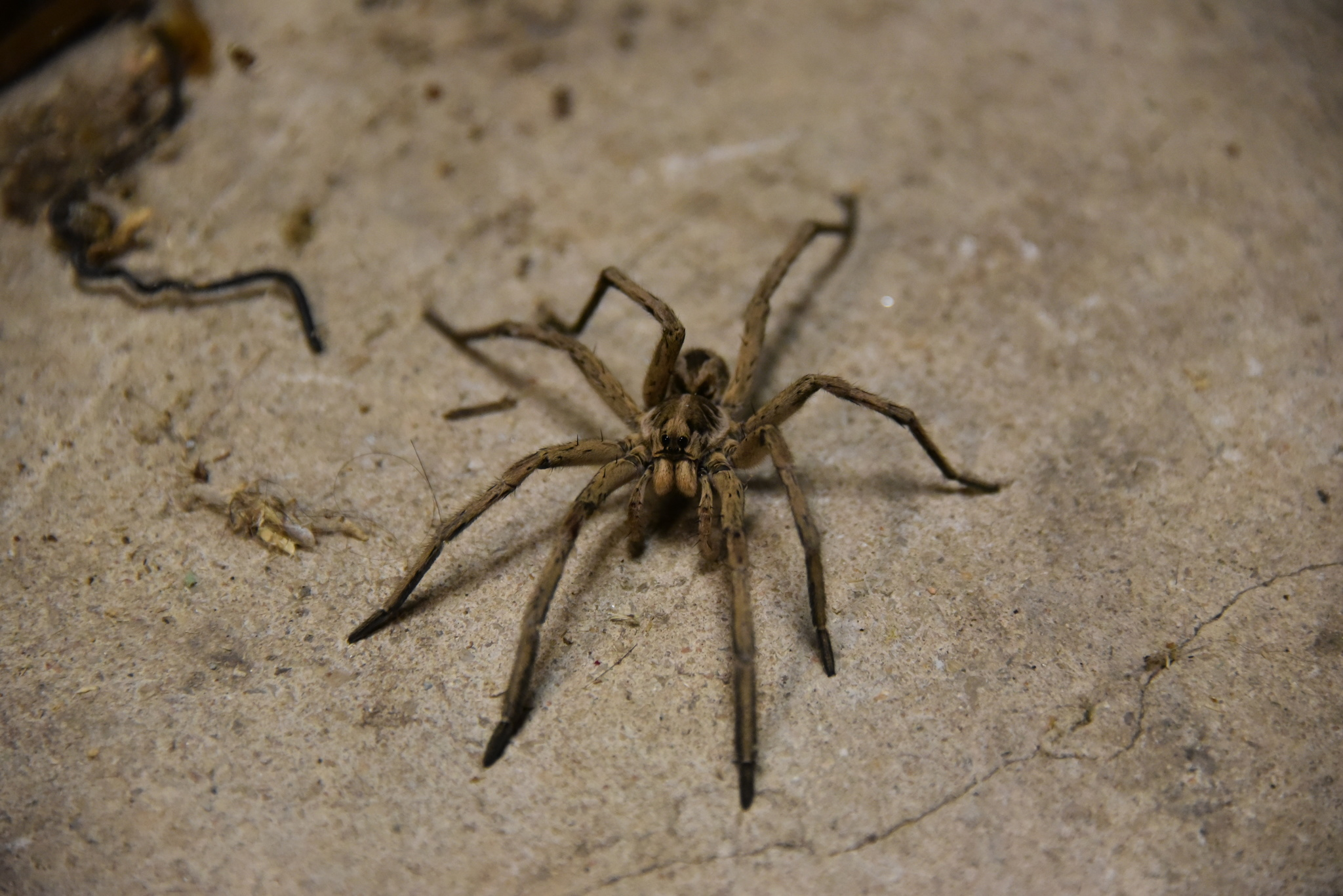
Frontalansicht
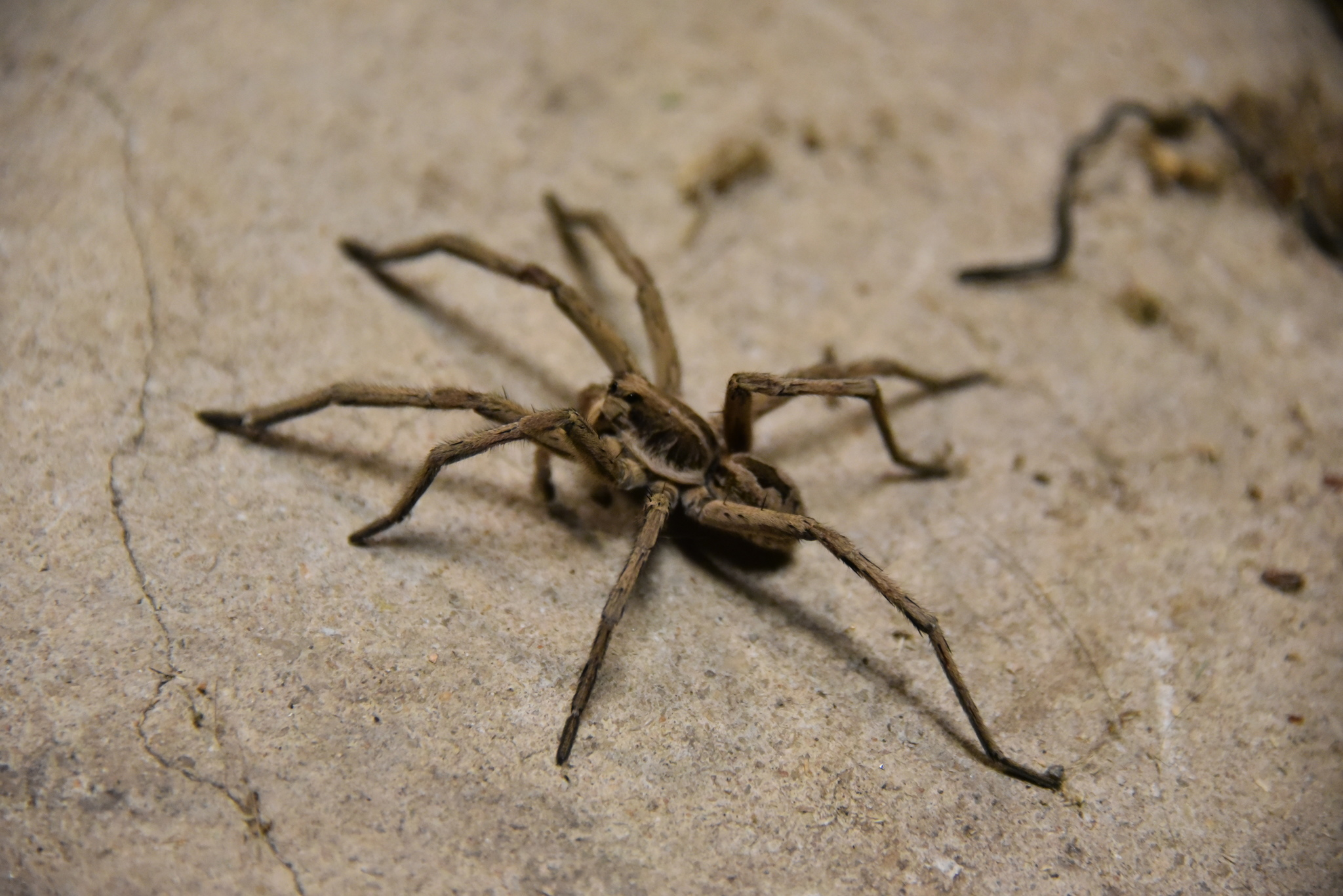
Lateralansicht
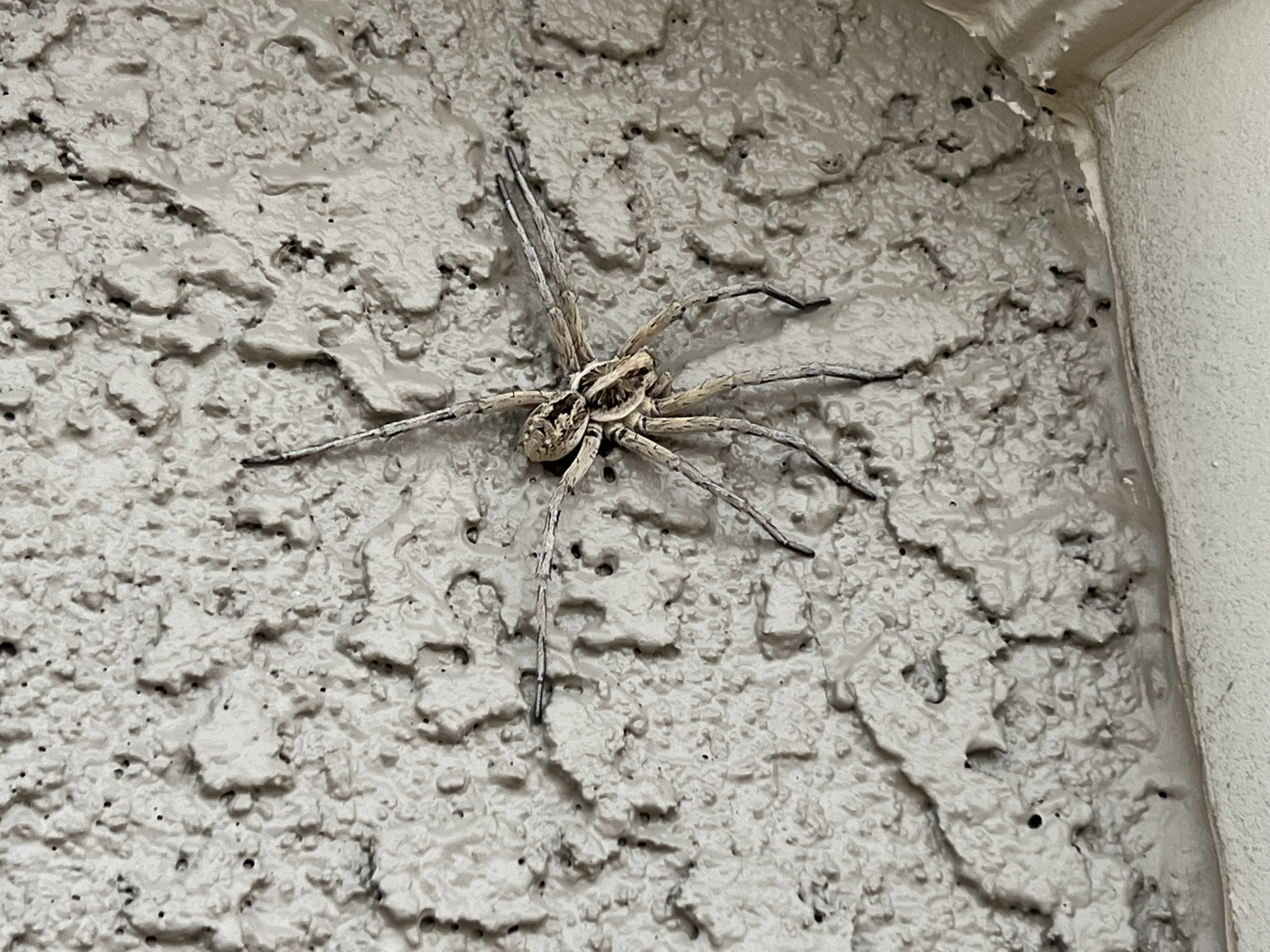
Rückansicht

### Genitalmorphologische Merkmale
Ein einzelner Bulbus (männliches Geschlechtsorgan) der Carolina-Wolfspinne kann innerhalb der Gattung Hogna mitunter durch das Cymbium (erstes und vorderes Sklerit bzw. Hartteil des Bulbus) charakterisiert werden, dessen Spitze mit 10 oder mehr dicken Makrosetae ausgestattet ist. Die Palea (vorspelzenartiges Gebilde) steht hervor, ist runzelig und hat einen sklerotisierten (verhärteten) Kamm. Die terminale (am Ende gelegene) Apophyse (Fortsatz) erscheint sichelförmig sowie breit gebaut und verläuft gebogen. Diese Apophyse endet spitz zulaufend. Der Embolus (drittes und letztes Sklerit des Bulbus) ist breit gebaut und zur Spitze hin verjüngt. Die mediane Apophyse hat einen vergleichsweise kurzen und kräftigen Aufbau und ist spitz zulaufend. Sie besitzt im Gegensatz zu denen anderer Arten der Gattung keinen Sporn. Ferner ist diese Apophyse am distalen Rand verdickt und erhoben.
Eine Eigenschaft der Epigyne (weibliches Geschlechtsorgan) der Art, die innerhalb der Gattung als Unterscheidungsmerkmal dienen kann, ist die bei anderen dazugehörigen vorhandene Haube. Das Atrium (innere Kammer am Eingang der Epigyne) ist auf eine schmale tiefe Rinne entlang der Seiten des medianen Septums (Trennwand) reduziert. Das für die Gattung Hogna übliche Längsstück des medianen Septums hat ein schlankes Erscheinungsbild und ist gleichmäßig breit sowie rippenartig aufgebaut. Die Kopulationskanäle sind kurz, dick, schräg angelegt und deutlich voneinander getrennt. Lateral weisen sie je eine fingerartige Verdickung auf. Die Spermatheken (Samentaschen) haben eine große und runde Erscheinung sowie vereinzelte winzige Vorsprünge.

### Differenzierung von sympatrisch vorkommenden Wolfspinnen
| Weibchen | Männchen |
|          |          |

Die Carolina-Wolfspinne kann sympatrisch (gemeinsam) mit zwei weiteren vergleichsweise großen Vertretern der Wolfspinnen (Lycosa), der ebenfalls zur Gattung Hogna zählenden Art H. timuqua und der Tollwut-Tarantel (Rabidosa rabida), vorkommen. Alle drei Arten lassen sich jedoch leicht voneinander unterscheiden. Beim Männchen von H. timuqua sind – soweit bekannt – der Carapax und Beine annähernd orange gefärbt, während das Sternum und die gesamte Ventralseite eine schwarze Färbung aufweisen. Beim Weibchen dieser kaum nachgewiesenen Art weisen die Beine und Körper nach bisherigem Kenntnisstand eine annähernd quittengelbe Farbgebung auf. Hier ist die Ventralseite schwarz gefärbt. Die weniger ähnliche Tollwut-Tarantel besitzt eine gelbe Grundfarbe mit bräunlichen bis schwarzen Längsstreifen. Dazu verläuft auf dem Opisthosoma ein unterbrochenes Medianband, das hellere Bereiche umschließt. Die Beine des Männchens sind bei der Art zusätzlich dunkelbraun oder schwarz gefärbt.

## Verbreitung und Lebensräume sowie sympatrisches Vorkommen mit anderen Wolfspinnen

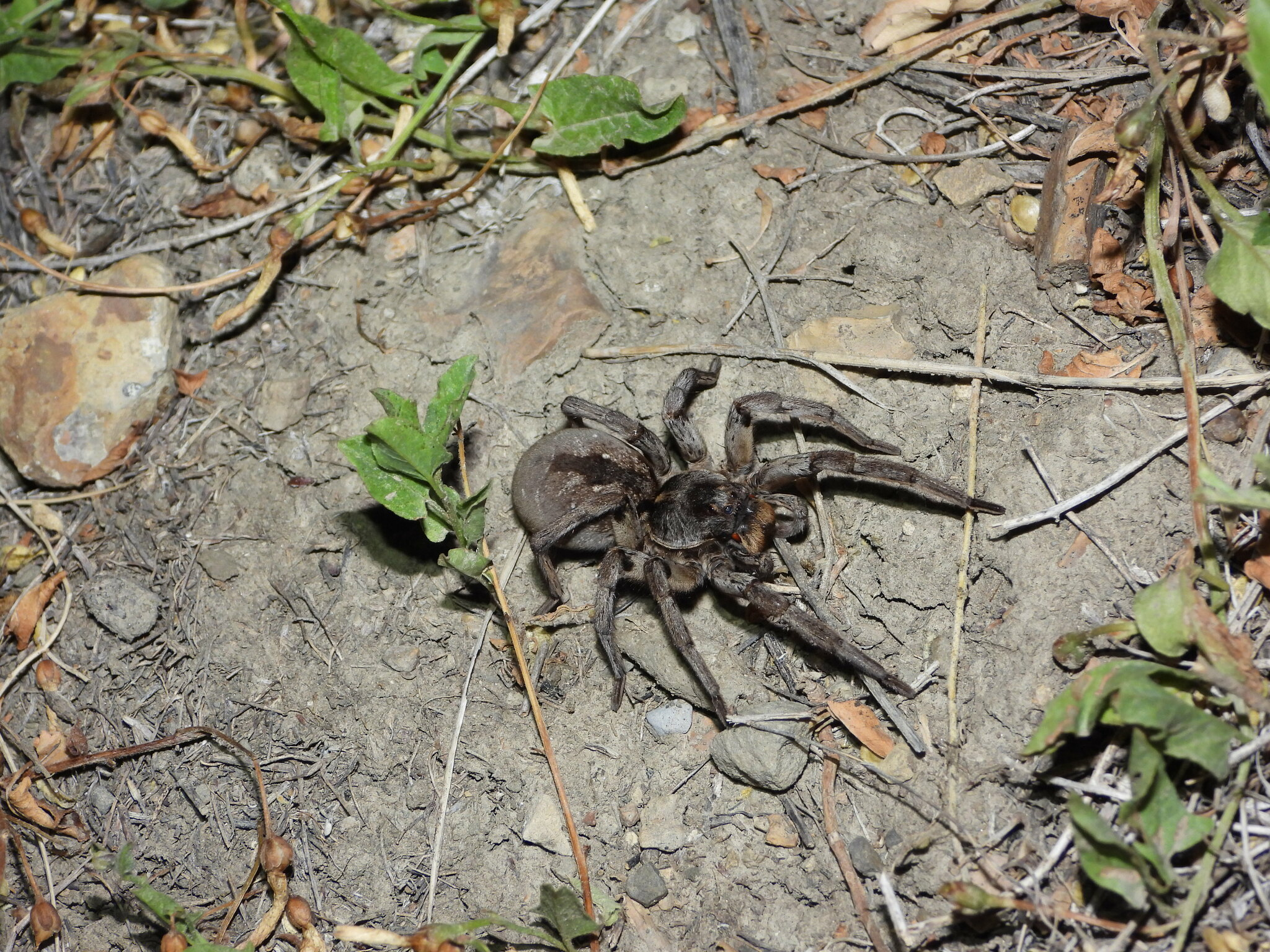
Weibchen auf dem Bodengrund, gefunden nahe den Rocky Mountains im US-Staat Colorado.

Das Verbreitungsgebiet der Carolina-Wolfspinne umfasst große Teile der Vereinigten Staaten. Es reicht jedoch teilweise darüber hinaus und endet im Nordwesten in den US-Bundesstaaten Oregon und Wyoming, während es nach Nordosten hin in den US-Bundesstaat Maine sowie die kanadische Provinz Ontario reicht. Das Vorkommen der Spinne reicht nach Süden hin bis in den mexikanischen Bundesstaat Baja California sowie die US-Staaten Texas und Florida. Die Carolina-Wolfspinne nimmt als Habitat (Lebensraum) offene Flächen, wie Acker, Wiesen, Weiden, Graslandschaften und Wüsten, an. Von letzterem Habitat ist bekannt, dass das Männchen der Carolina-Wolfspinne in diesem weniger zahlreich als das Weibchen vorkommt. Es wird vermutet, dass in Wüsten die Überlebenschancen für das Männchen der Art allgemein geringer sind.
Die Carolina-Wolfspinne teilt sich mit der Art Hogna timuqua und der Tollwut-Tarantel (Rabidosa rabida) ihrer Sympatrie entsprechend einige Habitate, darunter sandige Küstengebiete. Die Tollwut-Tarantel hält sich jedoch bevorzugt im Gegensatz zu den beiden anderen terrestrischen (bodenbewohnenden) Arten auf Stauden, Gräsern oder auf kleinen Bäumen und Sträuchern etwas erhöht über dem Bodengrund auf.

## Lebensweise

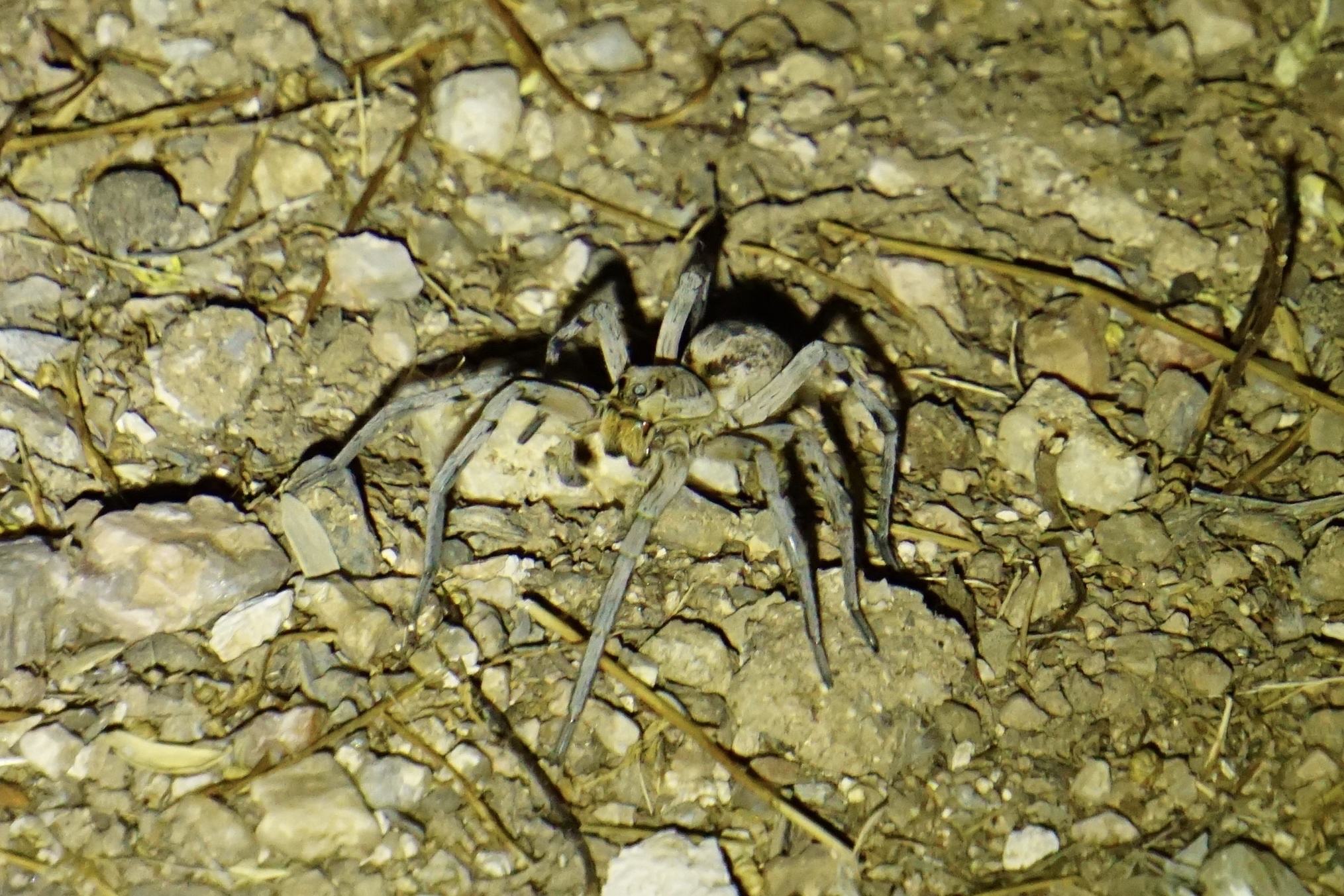
In der Nacht aktives Weibchen

Die Carolina-Wolfspinne ist wie viele Arten der Gattung Hogna nachtaktiv und legt als Rückzugsort eine in den Boden gegrabene Wohnröhre an. Ihrer Aktivitätszeit entsprechend verbleibt die Spinne häufig am Tag in ihrem Rückzugsort. In der Nacht kommt die Art dann hervor. In nordamerikanischen Wüsten wie der Chihuahua- oder der Sonora-Wüste zählt die Carolina-Wolfspinne wie einige andere Wolfspinnen (Lycosidae) zu deren geläufigen Bewohnern. Insbesondere hier ist die nächtliche Aktivitätszeit der Art vor allem in den Sommermonaten ausgeprägt.
Bemerkenswert ist, dass die Carolina-Wolfspinne zumindest in der Chihuahua-Wüste trotz der teils lebensfeindlichen Bedingungen die Tendenz zeigt, auf das Anlegen eines Unterschlupfs zu verzichten. Dafür nutzt die Art dort andere Versteckmöglichkeiten, darunter die Unterseite von Steinen, Geröll, abgestorbene Vegetation oder Felsspalten. Auch werden verlassene, gegrabene Unterschlüpfe anderer Wüstenbewohner, darunter Eidechsen, Nagetieren und anderen Gliederfüßern gerne als Rückzugsort angenommen. Im Gegensatz dazu ließ sich in Arizona nachweisen, dass die Art dort mehrheitlich Wohnröhren anlegt.

### Anlegen und Funktionen des Unterschlupfes

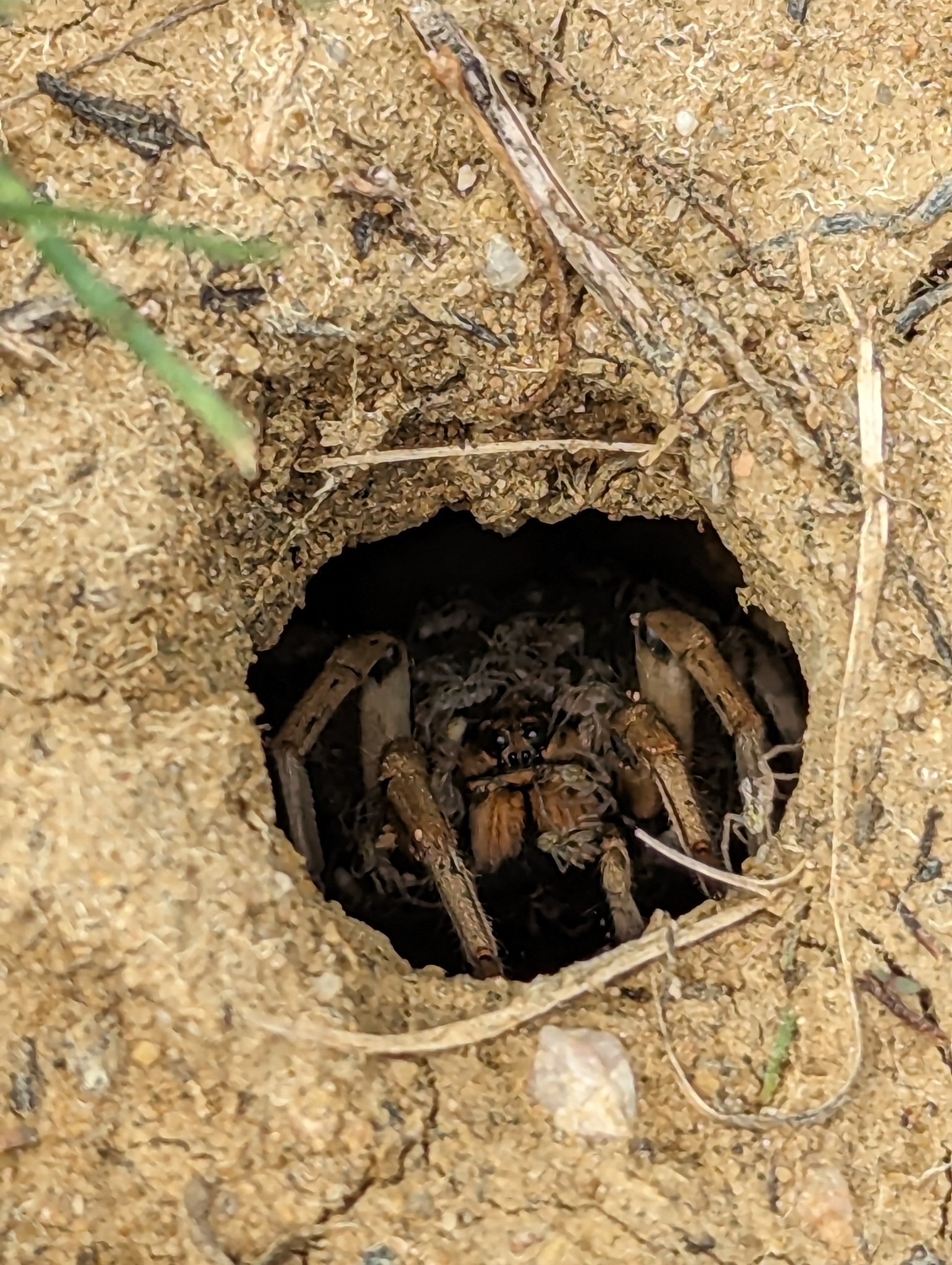
Weibchen mit Jungtieren am Ausgang seiner Wohnröhre

Ausgewachsene Individuen der Carolina-Wolfspinne sind vor allem zwischen März und bis zum Juni sowie teilweise darüber hinaus mit dem Anlegen eines Unterschlupfes beschäftigt. Danach kann dies bis zum November nur noch bei den Jungtieren beobachtet werden.
Der gegrabene Unterschlupf der Art ist von variabler Beschaffenheit und kann manchmal auch nur bis zu 12 Zentimeter tief sein. Es sollen jedoch auch Wohnröhren mit Tiefen von bis zu 34 Zentimetern vorkommen, so maß Punzo bei seinen Beobachtungen in der Chihuahua-Wüste Wohnröhren der Art, die 21 bis 34 und durchschnittlich 27,8 ± 4,9 Zentimeter tief in den Boden reichen. Die Gestalt der Wohnröhre reicht von geraden, vertikal verlaufenden Gängen bis hin zu vertikalen, stark verzweigten Tunnelsystemen. Die Beschaffenheit der Unterschlüpfe wird wahrscheinlich von der Durchlässigkeit des Bodens und dem Vorhandensein von im Boden befindlichen und beim Bau hinderlichen Objekte, darunter großen Felsen, beeinflusst. Die Wohnröhre der Carolina-Wolfspinne dient wie bei anderen Wolfspinnen (Lycosidae) mit dieser Lebensweise nicht nur als Rückzugsort und Schutz vor Prädatoren (Fressfeinden), sondern bietet insbesondere in Wüsten auch Schutz vor hohen Temperaturen am Tag.
Der Ausgang der Wohnröhre kann mit einem Durchmesser von über 3 Zentimetern vergleichsweise groß sein. Gelegentlich kann der Ausgang der Wohnröhre einen Durchmesser von lediglich 1,2 Zentimetern aufweisen. Bereits nachgewiesene Wohnröhren mit einem Durchmesser von 5 bis 6 Zentimetern dürften darauf zurückzuführen sein, dass diese von anderen Wüstenbewohnern stammen und nur von der Carolina-Wolfspinne übernommen wurden. Der Röhrenausgang wird häufig mit Spinnseide, Grashalmen und kleinen Zweigen verstärkt. Weitere Materialien, die in Wüsten dafür in Frage kommen, sind Blätter von Traubenkräutern (Ambrosia) und dem Kreosotbusch (Larrea tridentata), Stacheln von Kakteen, kleines Geröll und Hasenköttel. Da die Elemente radiär um den Röhrenausgang angelegt und durch Spinnseide mit diesem verfestigt sind, wird vermutet, dass diese Anordnung dazu dient, Vibrationen von außerhalb an die verborgene Spinne weiterzuleiten, und somit wie ein Frühwarnsystem für diese funktioniert. Weitere Funktionen dieser Konstruktion dürften neben dem Erschweren eines Einlasses von Prädatoren in die Röhre ebenso das Verhindern eines Wassereinlasses in die Röhre bei Regen sowie von Partikeln wie Sand und Erdkrumen sein. Außerdem könnte die Spinne mithilfe der Verstärkung des Röhrenausgangs ihren Unterschlupf wiedererkennen und in den Wüstenregionen diesen nutzen, sich über dem heißen Sand aufzuhalten. Das Konstrukt reicht 1,2 Zentimeter in die Höhe. In seltenen Fällen fehlt die Verstärkung des Ausgangs.

### Aktionsraum und Standort des Unterschlupfs
Der Aktionsraum (genutzter Lebensraum) hat beim Weibchen der Carolina-Wolfspinne zumindest in der Chihuahua-Wüste eine Fläche von 1,34 ± 0,02 und beim Männchen eine von 0,91 ± 0,05 Quadratmetern. Die Standortwahl zum Anlegen eines Unterschlupfs wird bei der Art maßgeblich von der Beschaffenheit des jeweiligen Standorts ausgemacht, etwa, wenn der ausgewählte Standort an einen Wadi, ein Gewässerbett, Gräser oder Büsche angrenzt. Außerdem legt die Spinne ihren Unterschlupf immer in einer Entfernung von gut 0,5 Metern zu einer nächstgelegenen Pflanze an, sofern eine am Standort vorhanden ist.

### Jagdverhalten und Beutespektrum sowie geschlechtsspezifische Unterschiede

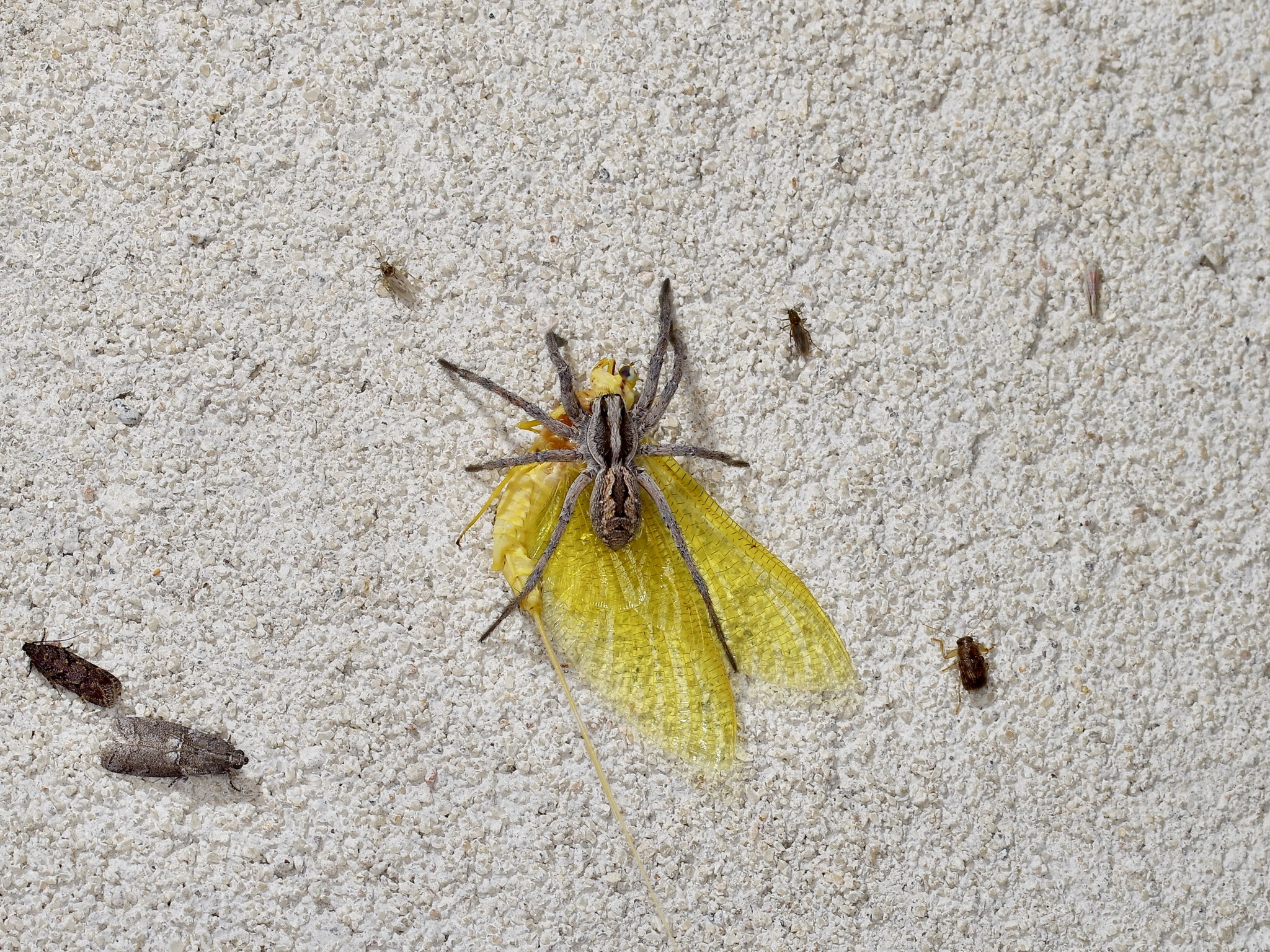
Weibchen mit erbeuteter Eintagsfliege

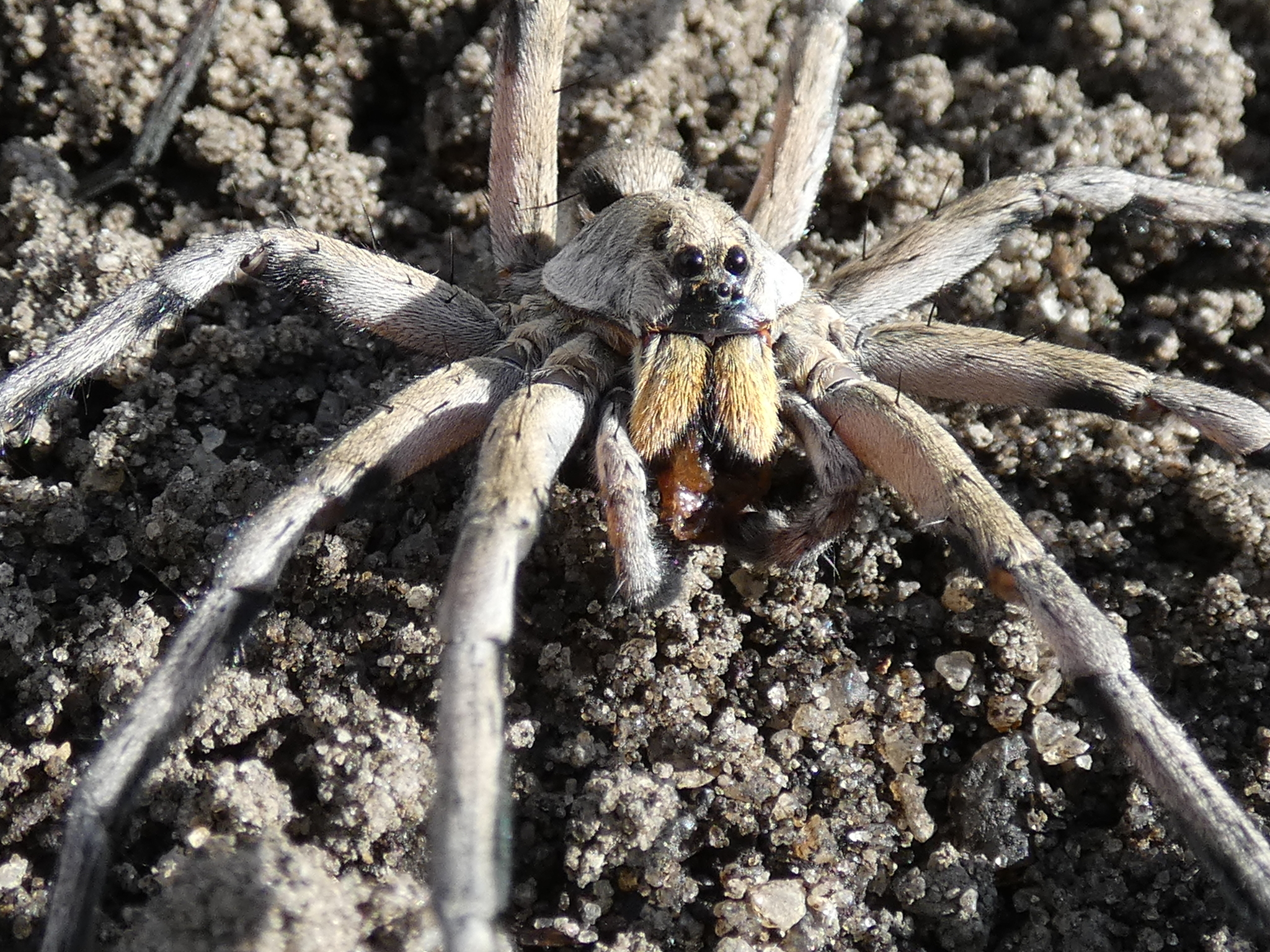
Nahaufnahme eines Männchens mit Beute

Die wie alle Spinnen räuberische Carolina-Wolfspinne ist wie die überwiegende Mehrheit der Wolfspinnen (Lycosidae) ein freilaufender Lauerjäger, der demzufolge kein Spinnennetz für den Beutefang anlegt. Zwecks der Suche nach Beutetieren verlässt die Spinne in ihrer nächtlichen Aktivitätszeit und seltener auch am Tag ihren Unterschlupf. Dabei unternimmt die Art gegebenenfalls weitläufige Wanderungen.
Alternativ zur aktiven Suche nach Beutetieren kann die Carolina-Wolfspinne auch entweder direkt am Ausgang ihrer Wohnröhre oder 2 bis 8 Zentimeter davon entfernt auf Beutetiere warten. Verharrt die Art am Röhrenausgang und nähert sich ein beliebiges Beutetier auf 1,5 Zentimeter der Wohnröhre, wird dieses von der Spinne gepackt und in die Wohnröhre transportiert. Befindet sich die Spinne in unmittelbarer Nähe zur Wohnröhre und packt sie ein Beuteobjekt, dann beginnt die Spinne schon außerhalb ihrer Wohnröhre mit der Nahrungsaufnahme und setzt diese für 3 bis 24 Minuten fort, ehe sie sich mitsamt Beutetier in der Wohnröhre verschanzt.
Bei der Carolina-Wolfspinne handelt es sich um einen opportunistischen Räuber ohne spezialisiertes Beutespektrum, der demnach euryphag (nicht auf bestimmte Nahrung angewiesen) ist. Den Großteil des Beutespektrums bilden beliebige Gliederfüßer, darunter Käfer, Heuschrecken und andere Spinnen. Dabei ist die Art auch in der Lage, vergleichsweise wehrhafte Vertreter dieser Taxa, darunter Laufkäfer, zu erbeuten. Es ist der Carolina-Wolfspinne außerdem möglich, kleine Wirbeltiere zu erlegen, so wurden Weibchen der Art mit erbeuteten Jungtieren des Texas-Krallengeckos (Coleonyx brevis) gesichtet.
Da das allgemein schmächtigere Männchen der Carolina-Wolfspinne vermutlich über geringere Energiereserven als das Weibchen verfügt, dürfte es vermehrt zu aktiven Nahrungssuchen neigen. Dennoch dürfte das Weibchen insgesamt ein erfolgreicherer Jäger sein, da es im Regelfall häufiger mit Beutetieren nachgewiesen wird. Alternativ könnte das Männchen auch aufgrund seines weniger kräftigen Aufbaus einen geringeren Bedarf an Nahrung aufweisen, dafür allerdings mehr auf erfolgreiche Nahrungssuchen angewiesen sein.

### Natürliche Feinde und Abwehrverhalten sowie Einflussfaktoren der Fluchtgeschwindigkeit

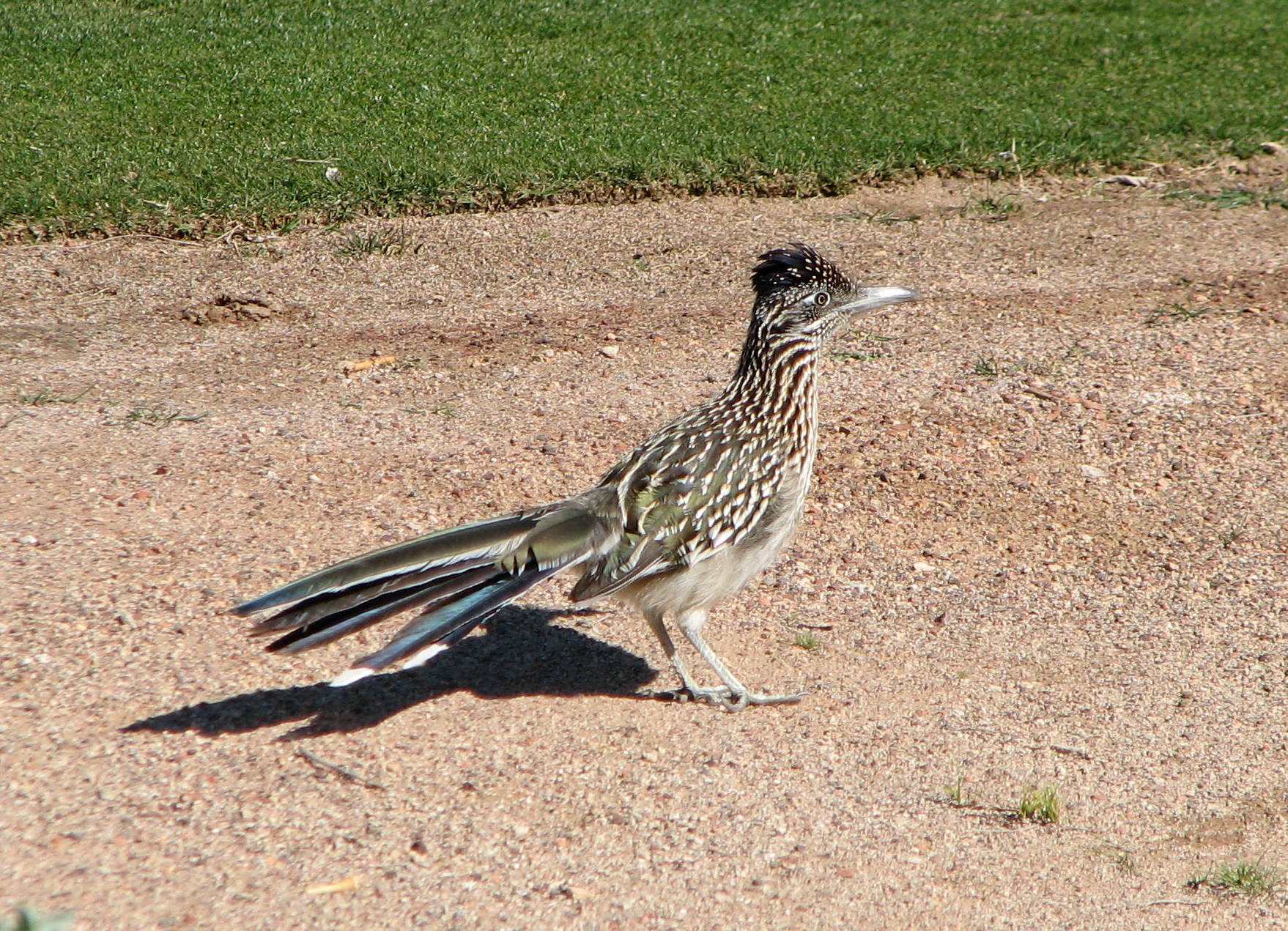
Zu den bedeutenden Prädatoren der Carolina-Wolfspinne zählt mitunter der Wegekuckuck (Geococcyx californianus)

Als Prädatoren der Carolina-Wolfspinne spielen etwa einige Wirbeltiere, wie verschiedene Vögel und darunter vor allem Rennkuckucke (Geococcyx) wie der Wegekuckuck oder verschiedene Eulen, eine große Rolle. Daneben ist unter den Wirbeltieren der Kojote ein bedeutender Fressfeind der Spinne. Genauso treten auch andere Gliederfüßer, etwa Faltenwespen, Skorpione, Walzenspinnen und Vogelspinnen, als Antagonisten der Art auf. Außerdem wird vermutet, dass räuberische Ameisen, die in Wüsten in großer Zahl vorkommen können, verschiedene Wolfspinnen (Lycosidae) einschließlich der Carolina-Wolfspinne entweder erbeuten oder zumindest aus ihren Unterschlüpfen vertreiben, indem sie in diese aktiv eindringen.

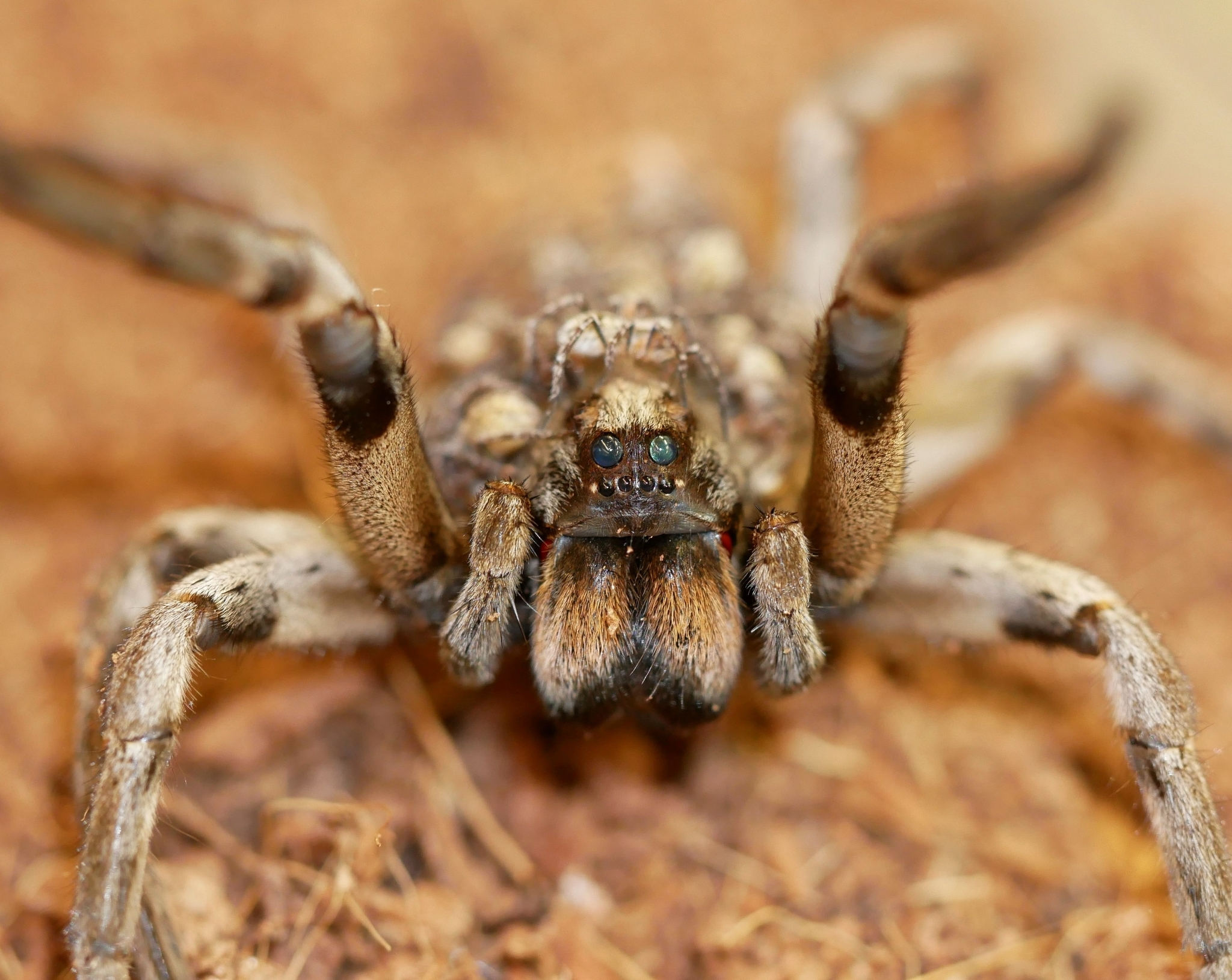
Drohendes Weibchen mit Nachwuchs

Bei Störungen kann die Carolina-Wolfspinne eine auch für einige andere Spinnen typische Drohgebärde vollführen, bei dieser sich die Art aufrichtet, die vorderen Beine in die Luft streckt und die Cheliceren spreizt. Bei diesem Drohverhalten handelt es sich jedoch meistens um einen Bluff und die Spinne flieht meistens bei anhaltender Bedrohung, anstatt sich mit einem Giftbiss aktiv zur Wehr zu setzen.
Eine wichtige Methode der Caroline-Wolfspinne zum Entkommen vor Fressfeinden ist die aktive Flucht, wobei diese von verschiedenen Faktoren beeinflusst wird. So neigt das Männchen der Art zu Fluchten über größere Distanzen als das Weibchen. Dies rührt vermutlich daher, dass das Männchen seltener eine Wohnröhre besitzt, in die es fliehen kann. Schnellere Individuen fliehen ebenfalls zumeist über größere Distanzen als langsamere, die eine Flucht erst dann antreten, sollte ein möglicher Prädator bereits eine kürzere Distanz zu der Spinne eingenommen haben. Da das Weibchen der Spinne allgemein größer und schwerer als das Männchen ist, ist es möglich, dass es aufgrund des bei ihm höheren Energiebedarfs seltener eine Flucht als das Männchen antritt.

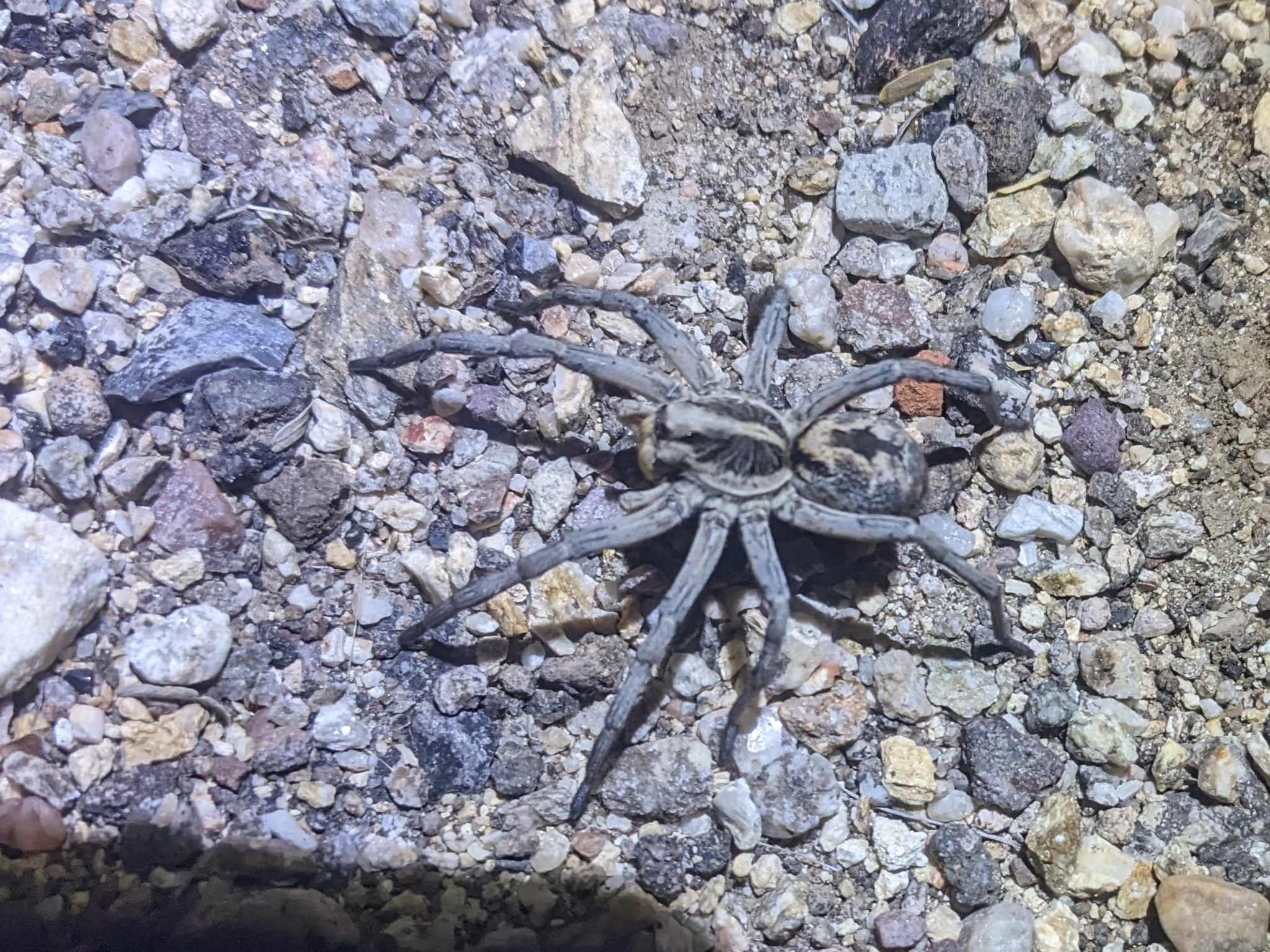
Gut getarntes Weibchen auf steinigem Untergrund

Neben der Flucht dürfte die Carolina-Wolfspinne auch mittels Tarnung vor Prädatoren entkommen, die ihr durch ihre Farbgebung in ihren Habitaten ermöglicht wird. Dies dürfte insbesondere bei langsameren Individuen der Spinne der Fall sein, die sich eher auf die Krypsis verlassen, während schnellere Individuen dann doch bei Störungen eher zur aktiven Flucht als zum Verharren neigen. Letzteres dürfte daher rühren, dass die Überlebenschancen bei der Flucht vor Prädatoren nur dann erhöht werden können, wenn das jeweilige Individuum der Art in der Lage ist, schneller zu laufen.

### Innerartliches Verhalten und Verträglichkeit
Das innerartliche Verhalten der Carolina-Wolfspinne ist bislang beim Weibchen untersucht worden, jedoch nicht beim Männchen. Begegnen sich zwei außerhalb ihres Unterschlupfs befindliche Weibchen, nähern sie sich gegenseitig an und berühren einander an den vorderen Beinen. Beide Individuen verbleiben dann für 6 bis 22 Sekunden lang reglos, ehe sie sich wieder trennen. Nähert sich ein Weibchen einem anderen, das in seinem Unterschlupf verweilt, und berührt es deren vordere Extremitäten, dann werden diese von dem verborgenen Weibchen ausgestreckt, während es Trommelbewegungen mit seinen Pedipalpen (umgewandelte Extremitäten im Kopfbereich) ausgeführt sowie seine Cheliceren gespreizt. Dies wird fortgeführt, bis sich das andere Weibchen entfernt hat. Es kann auch vorkommen, dass ein in seinem Unterschlupf verweilendes Weibchen ein sich näherndes attackiert und tötet.
Überlappen sich Unterschlüpfe der Carolina-Wolfspinne hinsichtlich des Aktionsraums, sind solche auch unbewohnt vorfindbar, was auf im Falle einer Überlappung auftretenden Kannibalismus, der von der Spinne ausgeht, zurückzuführen sein mag. Deswegen ist die maximale Distanz der Wanderung von der Art zum nächstgelegenen Artgenossen immer kleiner als die Distanz zwischen den Unterschlüpfen.

### Parallelen mitHogna timuqua
Unter den beiden mit der Carolina-Wolfspinne sympatrisch vorkommenden Arten sind insbesondere bei der gattungsverwandten Art H. timuqua viele Gemeinsamkeiten hinsichtlich der Biologie beider Spinnen erkennbar, zumal diese beiden Vertreter der Gattung Hogna aktiv auf dem Bodengrund nach Beutetieren suchen sowie die Beutespektren beider Arten einander ähneln und beide in den gleichen Habitaten eine selbstgegrabene Wohnröhre als Unterschlupf anlegen. Der Eingang der Wohnröhre von H. timuqua wird allerdings zusätzlich getarnt. Genauso sind beide Arten wie alle der Gattung nachtaktiv und präferieren die gleichen Witterungen. Insgesamt erwies sich H. timuqua als die dominantere Art. Jedoch dürften beide Arten in der Lage sein, sich gegenseitig zu erbeuten, wobei das größere Individuum als der Jäger hervorgehen dürfte. Genauso kommt innerartlicher Kannibalismus bei beiden Vertretern vor. Allerdings dürfte zumindest bei den Weibchen der durch die standorttreue Lebensweise limitierte Bewegungsraum Interaktionen beider Arten deutlich unwahrscheinlicher machen. Ferner sind sowohl andere Prädatoren als auch Parasiten vermutlich weitere Einflussfaktoren, die sich auf die Interaktionswahrscheinlichkeit beider Arten auswirken. Insgesamt ist die Relation zwischen der Carolina-Wolfspinne und H. timuqua noch nicht ausgiebig erforscht.

### Lebenszyklus und Phänologie
Der Lebenszyklus der Carolina-Wolfspinne entspricht grundsätzlich dem anderer Wolfspinnen (Lycosidae). Die Phänologie (Aktivitätszeit) ausgewachsener Individuen variiert je nach geographischer Lage. Sie beläuft sich in dem innerhalb der gemäßigten Klimazonen befindlichen Teil des Verbreitungsgebiets der Art beim Weibchen auf das ganze Jahr und beim Männchen auf den Zeitraum zwischen dem späten Sommer und Herbst.
Im Gegensatz dazu sind in der Sonora-Wüste ausgewachsene Individuen vom Weibchen der Spinne zwischen April und September sowie vornehmlich im Juli vorfindbar. Die Phänologie des Männchens stimmt innerhalb dieses Gebiets größtenteils mit der des Weibchens überein, wobei der Höhepunkt hier im Juli liegt. Zwischen November und Februar sind in der Sonora-Wüste keine Exemplare der Carolina-Wolfspinne anzutreffen. Jungtiere der Art sind dort vor allem im März und im Oktober anzutreffen.

#### Fortpflanzung
Das Fortpflanzungsverhalten der Carolina-Wolfspinne gliedert sich in die drei Phasen: das Aufsuchen eines weiblichen Geschlechtspartners seitens des Männchens, die Balz und die eigentliche Paarung. Es ist verglichen mit dem einiger anderer Spinnenarten gut erforscht. Diese Prozesse finden im Herbst statt.

##### Aufsuchen des Weibchens seitens des Männchens
Um ein Weibchen ausfindig machen zu können, wandert das Männchen der Spinne aktiv umher. Verläuft die Suche erfolgreich, nähert sich das Männchen dem Weibchen bzw. dessen Pedipalpen auf eine Entfernung von gut 3 Zentimetern und geht dann zur Balz über.

##### Balz
Die wie bei Wolfspinnenartigen (Lycosoidea) typisch ausgeprägte Balz beginnt bei der Carolina-Wolfspinne mit einem Reiben des Bodengrunds mithilfe seiner Pedipalpen. Dies wird als ein Erkundungsverhalten mithilfe chemischer Reize aufgefasst. Bei 1973 getätigten Beobachtungen des Balzverhaltens in West Virginia von Charles Farley und William A. Shear ließ sich ein vertikales Ausstrecken des ersten Beinpaars vom Männchen unmittelbar nach aufgenommenen Kontakt mit dem Weibchen belegen, was Punzo bei balzenden Individuen der Art in der Chihuahua-Wüste jedoch nicht beobachten konnte. Dem Erkundungsverhalten folgt ein vom Männchen verursachtes Trommeln, bei dem es seine Pedipalpen rapide hebt und senkt, sowie eine mithilfe gleicher Extremitäten ausgeführte Stridulation (Lauterzeugung durch Reiben zweier gegeneinander beweglicher Körperteile). Beide Prozesse werden gelegentlich von 4 bis 12 Sekunden andauernden Ruhephasen unterbrochen. Als Nächstes führt das Männchen weitere Trommelbewegungen auf den Bodengrund aus, indem es das rechte oder linke Bein des ersten Paares anhebt, streckt und schlussendlich absenkt. Das Weibchen verweilt passiv während der Balz des Männchens. Die nächsten Bewegungen des Männchens beinhalten an Liegestütze erinnernde Bewegungen bzw. Senkungen seines Körpers, bis es mit dem Bodengrund in Berührung gerät, wobei es zeitgleich weitere Trommelbewegungen und Stridulationen mithilfe seiner Pedipalpen ausführt, ehe es seinen gesamten Körper auf die Beinenden gestützt wieder anhebt. Farley und Shear wiesen überdies nach, dass das Männchen während der Balz mit seinem Opisthosoma vibriert. Auch dies konnte Punzo nicht belegen.
Das Weibchen reagiert auf die liegestützartige Bewegung des Männchens mit einer Annäherung an seinen Geschlechtspartner, richtet sich diesem zu und hebt für gewöhnlich einseitig das erste oder zweite Beinpaar mit einer leichten Biegung an den jeweiligen Gelenken der Femura und der Patellae von den beanspruchten Beinen an. In dieser vorkopulären Haltung signalisiert das Weibchen Paarungsbereitschaft, sodass die Balz nun in die Paarung übergeht.

##### Paarung
Die eigentliche Begattung findet in der für viele ohne Spinnennetz jagende Echte Webspinnen (Araneamorphae) typischen Position III statt, sodass auch bei der Carolina-Wolfspinne das Männchen über dem Weibchen positioniert ist und beide übereinander befindlichen Geschlechtspartner in die jeweils entgegengesetzte Richtung blicken. Das Männchen wechselt mehrmals beidseitig die in die Epigyne des Weibchens einzuführenden Bulbi. Einer Einfuhr folgt je eine Expansion der Haematodocha (membranöser, dehnbarer Teil des Bulbus). Das Weibchen dreht sein Opisthosoma meistens etwas in laterale Richtung, was vermutlich dazu dient, den Kontakt zwischen seiner Epigyne und den Bulbi des Männchens zu erleichtern. Nach der Kopulation entfernt sich das Männchen zügig vom Weibchen.

#### Eiablage und Kokonherstellung

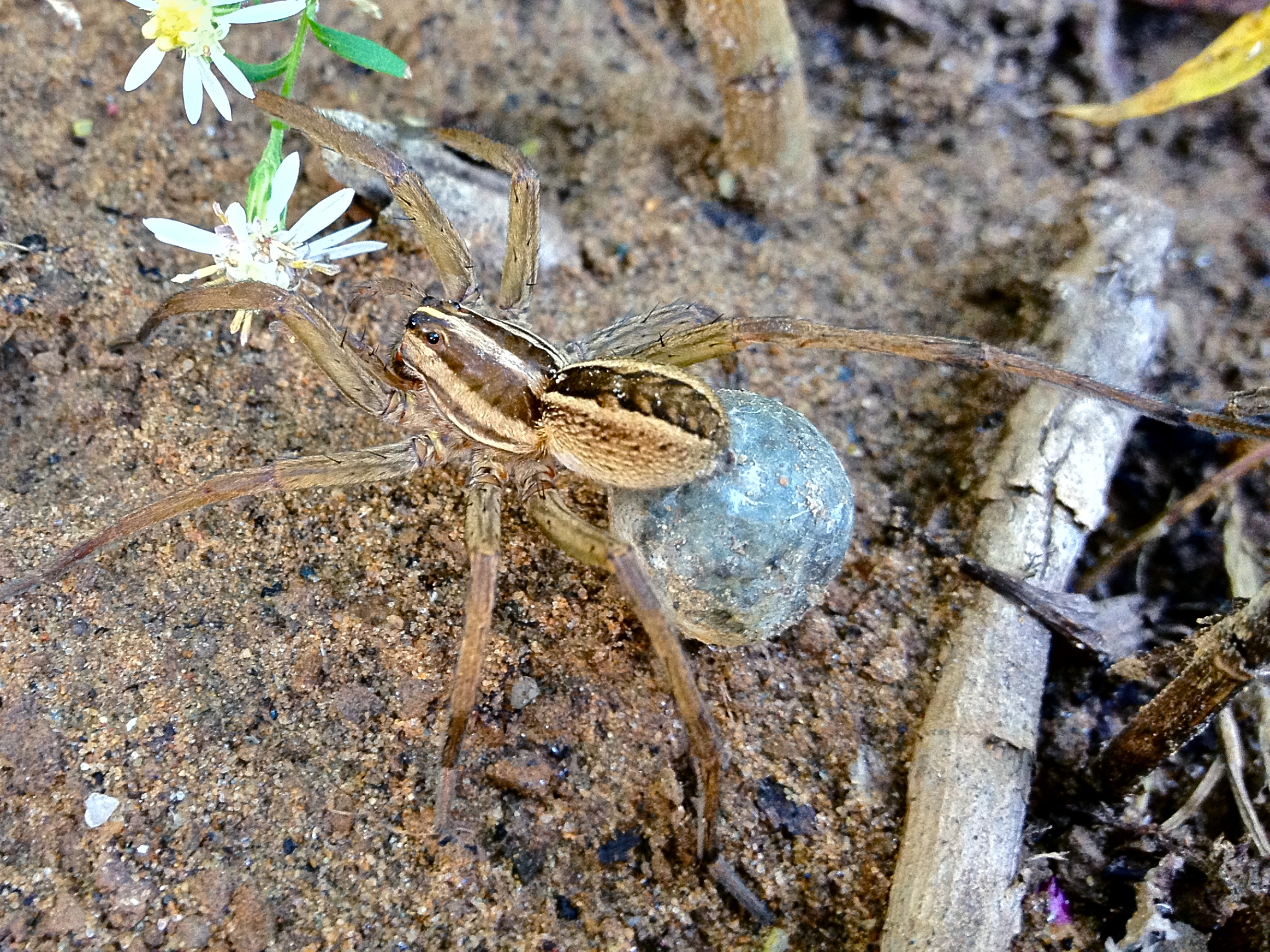
Weibchen mit Eikokon

Ein begattetes Weibchen der Carolina-Wolfspinne vollführt die Eiablage und die Herstellung des Eikokons im Mai oder Juni des Folgejahres nach der Paarung. Die Masse des Eikokons sowie die Anzahl der darin angelegten Eier variiert je nach geographischer Lage. Eikokons der Art in der Chihuahua-Wüste wiegen laut Punzo 0,78 bis 1,11 und im Durchschnitt 0,89 ± 0,02 Gramm, während sich die Gelegegröße auf Werte zwischen 89 und 193 und durchschnittlich 137,4 ± 28,8 beläuft. Ähnliche Werte bezüglich der Gelegegröße ließen sich auch bei Eikokons der Spinne in Arizona nachweisen, wo die Gelegegröße 112 bis 180 betragen kann, wobei der dortige Mittelwert 149 beträgt.
Ein Weibchen der Carolina-Wolfspinne mit Eikokon, das eine Wohnröhre angelegt hat, begibt sich gelegentlich mitsamt dem für Wolfspinnen üblich permanent an den Spinnwarzen angehefteten Eikokon außerhalb dieser und hält den Kokon dann in die Luft und somit am Tag der Sonne entgegen. Damit dürfte das Wachstum der Embryos gefördert werden, zumal diese anderweitig durch in den feuchteren Tiefen der Wohnröhre auftretenden Pilzbefall abgetötet werden können. Im Umkehrschluss wird die Fitness (Anpassungsfähigkeit) der Nachkommen gesteigert. Ein Weibchen der Carolina-Wolfspinne kann zumindest in der Sonora-Wüste zwei Eikokons hintereinander anlegen.

#### Schlupf und anfänglicher Verbleib der Jungtiere
Roland S. Shook, der 1978 die Biologie der Carolina-Wolfspinne in der Sonora-Wüste untersuchte, gab bekannt, dass das Weibchen den Eikokon dort für 12,2 Tage mit sich herumträgt, ehe die Nachkommen schlüpfen. Diese klettern dann – ebenfalls nach Eigenmanier der Wolfspinnen (Lycosidae) – auf das Muttertier und lassen sich von diesem anfangs tragen. Dabei werden vor allem dessen Opisthosoma und teilweise das Prosoma sowie die Beine bedeckt. Die Jungtiere ernähren sich dort von dem Dottervorrat in den Resten des ebenfalls nach wie vor umhergetragenen Eikokons, der nach maximal fünf Tagen aufgebraucht ist. Nach fünf oder sechs Tagen verlassen die Jungtiere das Muttertier und wachsen wie alle Spinnen selbstständig über mehrere Fresshäute (Häutungsstadien) heran.

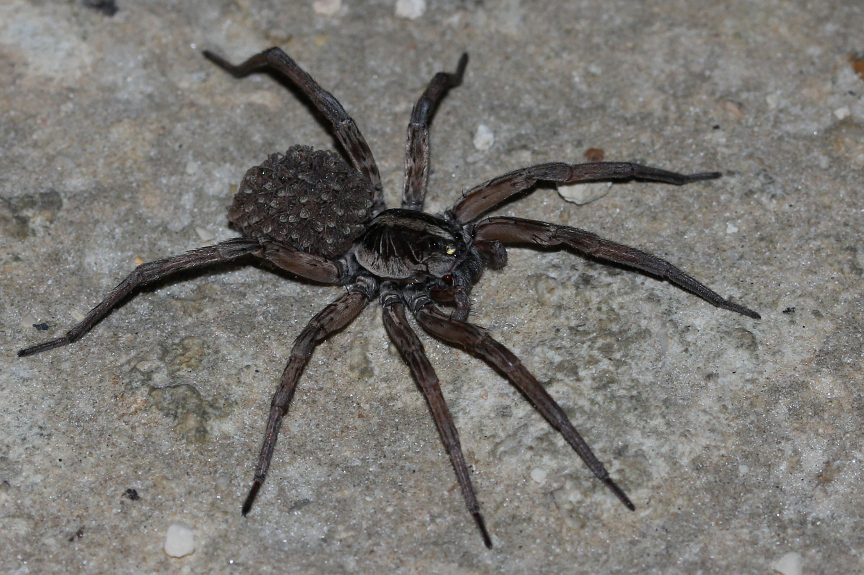
Weibchen mit Jungtieren
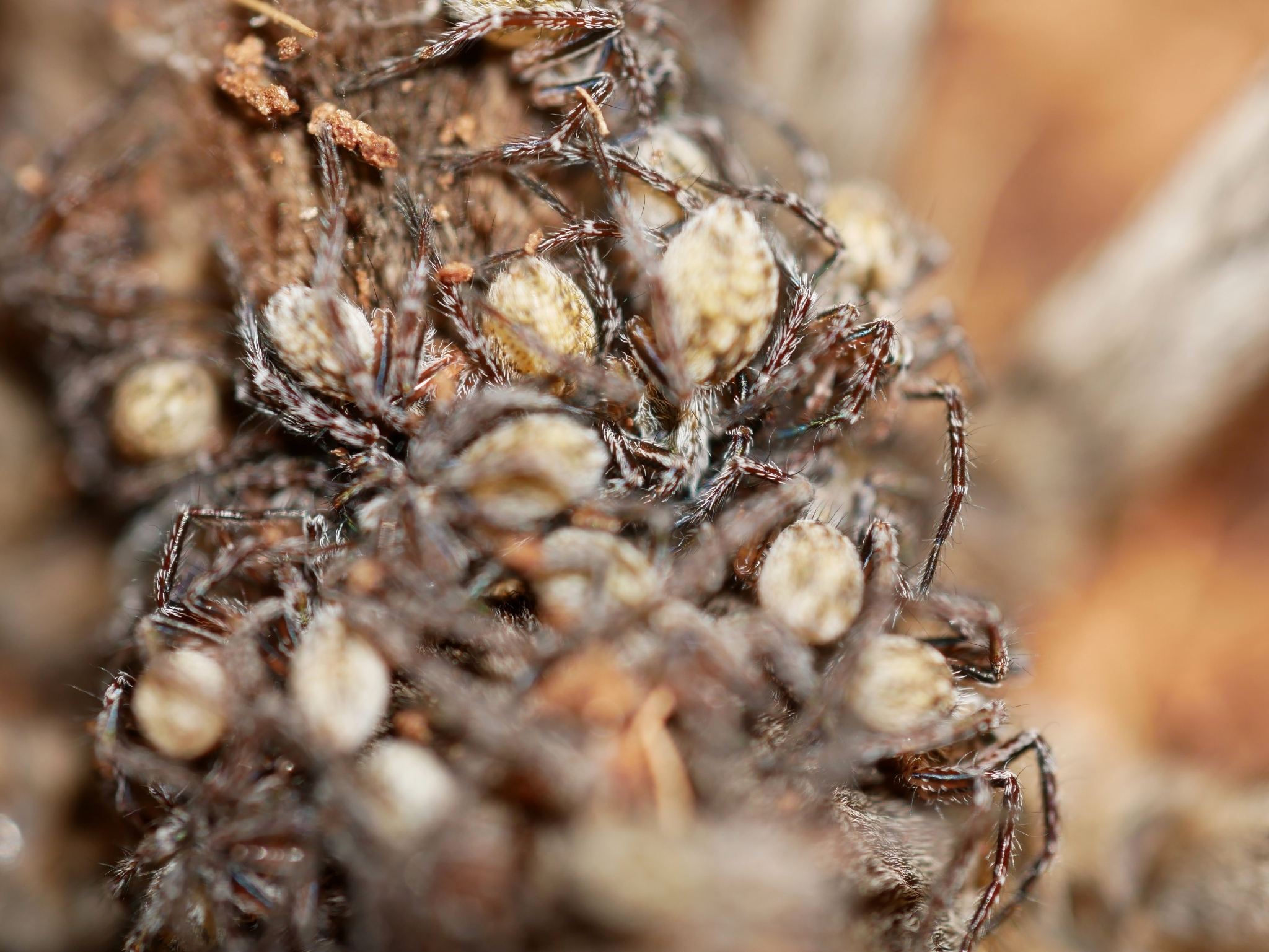
Jungtiere im Detail
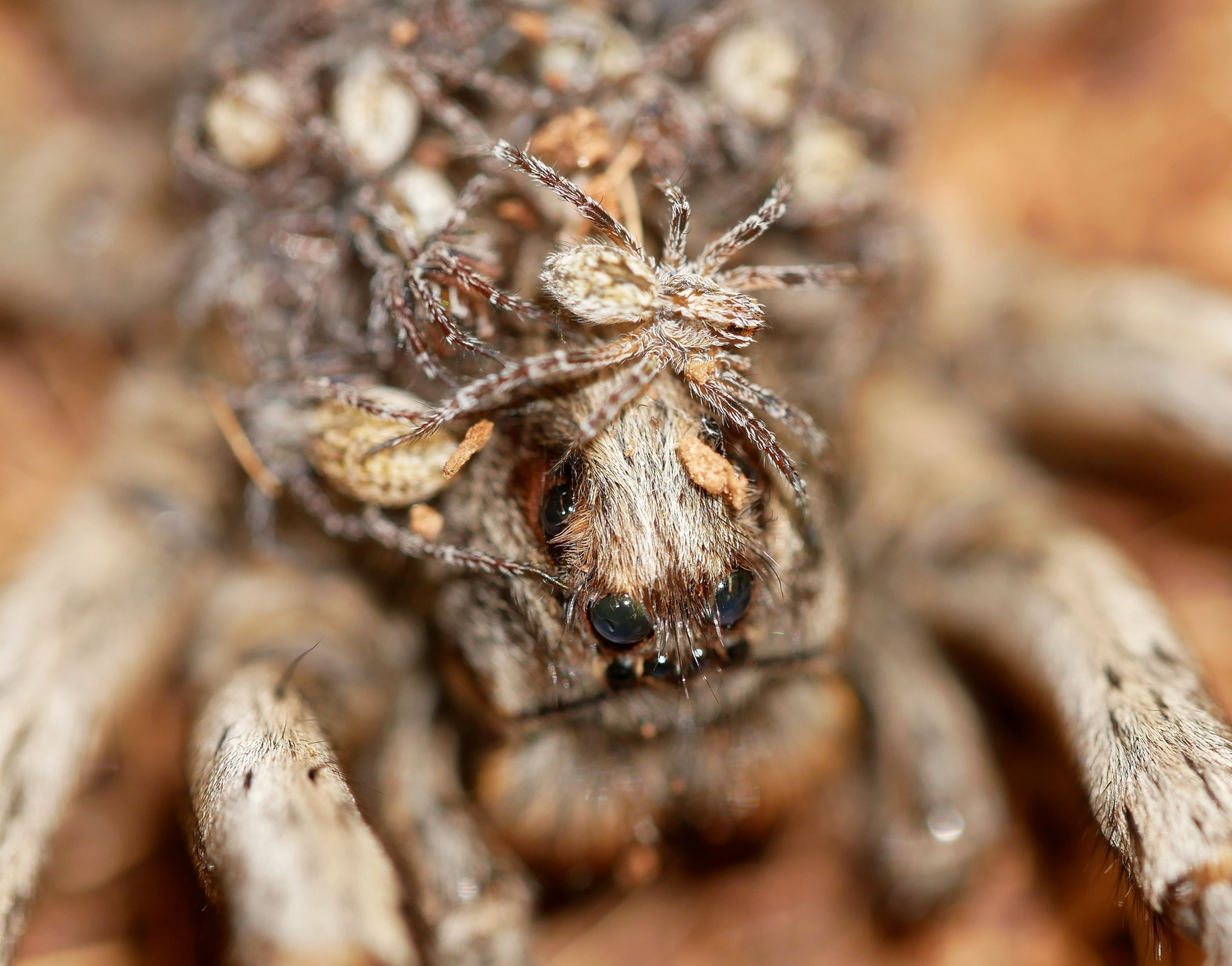
Dito, hier auf dem Prosoma des Muttertiers befindlich.

#### Selbstständige Lebensweise der Jungtiere und Lebenserwartung

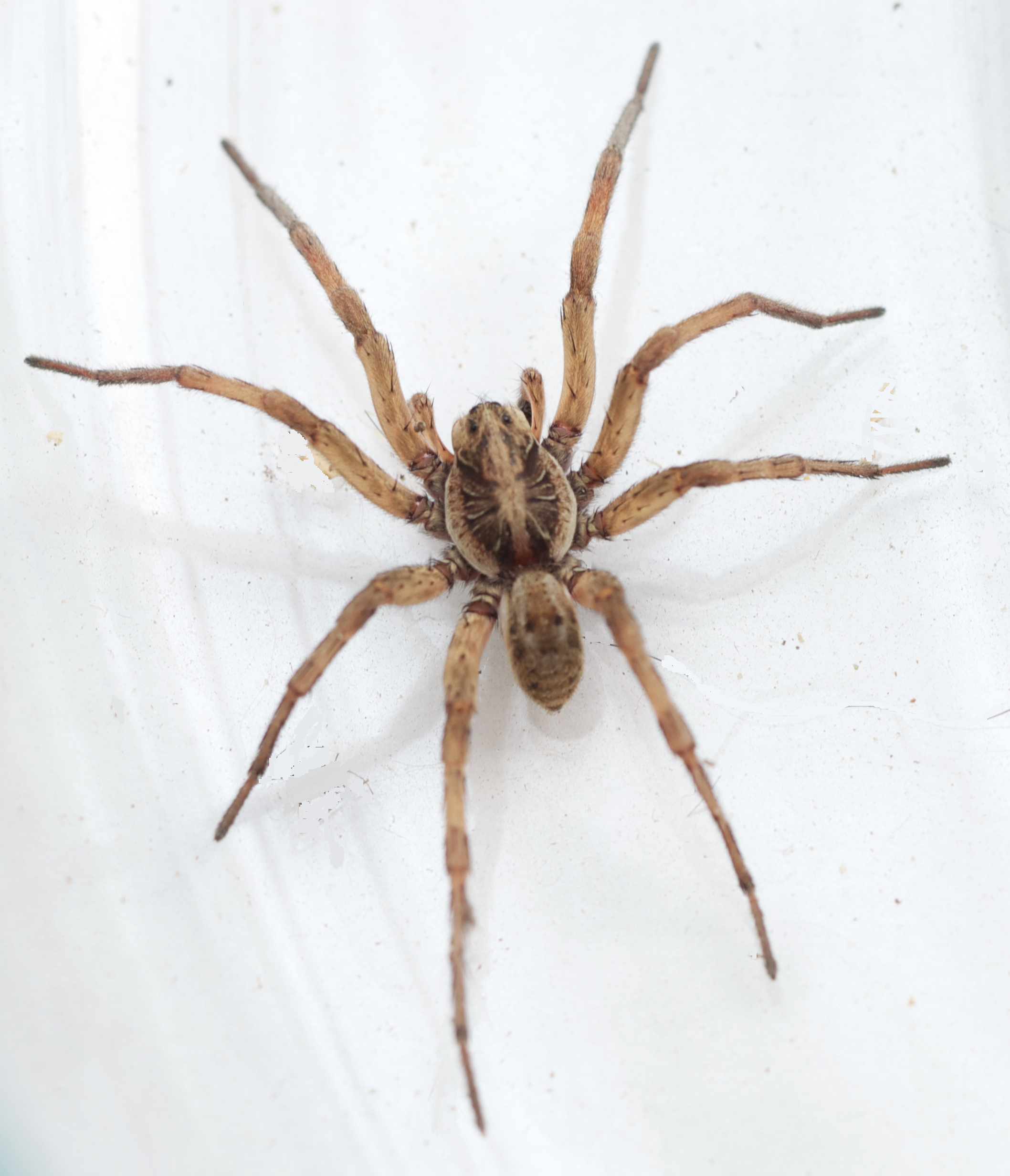
Juveniles Männchen

Sobald sich die Jungtiere der Carolina-Wolfspinne von ihrem Muttertier trennen, lassen sie sich einfach zu Boden fallen und beginnen von dort an ihre solitäre Biologie. Es wurde belegt, dass einige Jungtiere der Art noch für einige Wochen beim Unterschlupf des Muttertieres verweilen. Im Regelfall suchen diese aber einen eigenen geeigneten Rückzugsort oder legen einen solchen an. Während des Heranwachsens vergrößern die Jungtiere ihren Unterschlupf jedoch allem Anschein nach nicht, sondern legen einen neuen an. Es kann auch vorkommen, dass die Jungtiere den Unterschlupf ihres Muttertieres nach dessen Ableben übernehmen.
Die selbstständigen Jungtiere der Carolina-Wolfspinne laufen außerdem häufig auf dem Bodengrund genau wie unter Steinen oder in flachen Höhlen umher. Sie unterscheiden sich dadurch von den ausgewachsenen Individuen, die bevorzugt versteckt leben. Das Männchen der Art ist im August und September geschlechtsreif, während das Weibchen seine Reife im Zeitraum zwischen August bis zum folgenden Sommer erhält. Die Lebenserwartung des Weibchens kann bis zu 3 Jahren reichen. Das Männchen, das zumeist nur ein Jahr alt wird, ist somit wesentlich kurzlebiger.

## Toxikologie
Das Gift der Carolina-Wolfspinne wurde noch nicht vollständig charakterisiert. Es wurden jedoch zwei Toxine, die Lycotoxine I und II, isoliert und untersucht. Lycotoxin I besteht aus 25 Aminosäuren, besitzt einen amidierten C-Terminus und wiegt 2843 g/mol, während Lycotoxin II aus 27 Aminosäuren besteht und 3206 g/mol wiegt. Bei beiden Toxinen handelt es sich um kationische Peptide. Bei einem Biss der Spinne wird das Opfer paralysiert. Dies ist darauf zurückzuführen, dass die Lycotoxine die Spannungs- und Ionengradienten in Muskelzellen abbauen. Sie zeigen weiterhin Aktivität gegenüber grampositiven und gramnegativen Bakterien sowie Pilzen aus der Gattung Candida. Bei Erythrozyten von Wildkaninchen (Oryctolagus cuniculus) führt die Einwirkung der Toxine zur Hämolyse. Es wird vermutet, dass die antimikrobiellen Eigenschaften der Toxine dazu dienen, beim Verdauen der Beute keine Schädlinge aufzunehmen.

## Systematik
Die Systematik der Carolina-Wolfspinne durchlief mehrfach Änderungen. Der Artname carolinensis deutet auf die nordamerikanische Kolonie Carolina des damaligen Vereinigten Königreichs Großbritannien und Irland, deren Gebiet sich auf die heutigen US-Staaten North und South Carolina belief und wo die Art erstmals nachgewiesen wurde.
Bei der 1805 stattgefundenen Erstbeschreibung ordnete der Autor Charles Athanase Walckenaer die Carolina-Wolfspinne als Unterart der Apulischen Tarantel (Lycosa tarantula) unter der Bezeichnung L. t. carolinensis ein. Anschließend erhielt sie von verschiedenen Autoren unterschiedliche Bezeichnungen. Gleicher Autor erhob die Spinne 1837 in den Artstatus innerhalb der Gattung Lycosa damals noch unter der Bezeichnung Lycosa vehemens. James Henry Emerton nutzte 1885 die seitdem für lange Zeit genutzte Bezeichnung L. carolinensis für die Carolina-Wolfspinne, ehe Carl Friedrich Roewer sie 1955 zur Gattung Hogna unter der noch heute gängig angewandten Bezeichnung H. carolinensis für die Art transferierte.

## Carolina-Wolfspinne und Mensch
Die Carolina-Wolfspinne zählt zu den bekanntesten Wolfspinnen (Lycosidae) Nordamerikas.

### Staatssymbol von South Carolina
Die Carolina-Wolfspinne ist seit 2000 eines der Staatssymbole des US-Bundesstaats South Carolina. Die Anregung zu dieser Umsetzung stammte von Skyler B. Hutto, damals Schüler der dritten Klasse in dem Bundesstaat, um andere Schüler dazu zu motivieren, mehr über die dort heimische Art zu erfahren. Am 21. Juli 2000 erhob Jim Hodges, damaliger Gouverneur von South Carolina, die Spinne zum Staatssymbol. Bis 2021 war die Carolina-Wolfspinne die einzige Spinne in den Vereinigten Staaten, die als Staatssymbol eines Bundesstaats galt. Seitdem gilt die Art Phidippus audax aus der Familie der Springspinnen (Salticidae) als ein Staatssymbol von New Hampshire und ist somit neben der Carolina-Wolfspinne eine von zwei Spinnenarten, die zu Staatssymbolen eines Bundesstaats der Vereinigten Staaten erkoren wurden.

### Bissunfälle und Symptome
Von der Carolina-Wolfspinne ausgehende Bissunfälle beim Menschen sind überliefert. Dies passiert jedoch nur, wenn die Spinne durch übermäßige Provokation dazu veranlasst wird. Anderweitig verhält sie sich gegenüber dem Menschen scheu. Der Biss der Art wird von der Wirkung her mit einem Bienenstich verglichen und gilt somit zwar als schmerzhaft, jedoch für gewöhnlich nicht als gefährlich.